# Paysage d'hiver dans l'art en Europe

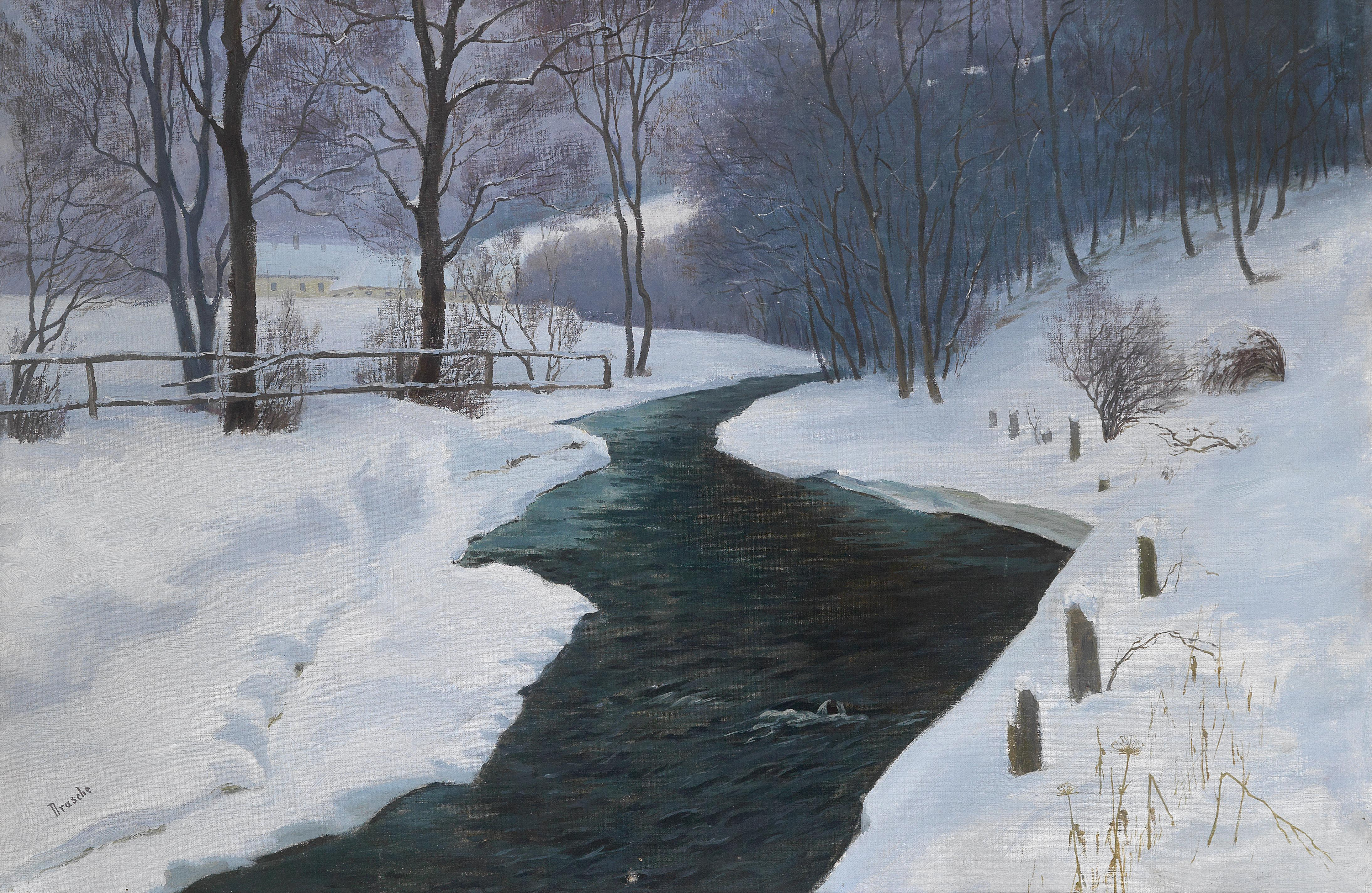
Richard von Drasche-Wartinberg : Dans l'hiver profond.

La représentation des paysages d'hiver dans l’art en Europe commence au XVe siècle.
Les paysages hivernaux et enneigés n'ont pas été représentés avant le XVe siècle, du fait que la grande majorité des productions étaient religieuses. Les peintres évitaient les paysages en général, pour ces mêmes raisons qu'ils ne trouvaient pas de sujets religieux liés au paysage, à la neige et à l'hiver.
Les premières représentations de la neige en Europe sont apparues aux XVe et XVIe siècles. Les toiles qui représentent la neige sont le plus souvent des paysages, même si certains de ces travaux impliquent des paysages religieux ou même fantastiques.
Dans l'histoire de l'art, la majorité de ces paysages hivernaux sont des représentations de scènes hivernales réalisées sur le motif, en utilisant la lumière grise de l'hiver pour créer l'atmosphère unique de l'hiver.
La représentation de l'hiver est essentiellement un thème du nord de l'Europe.

## Histoire

### Entre la Renaissance et la naissance du romantisme

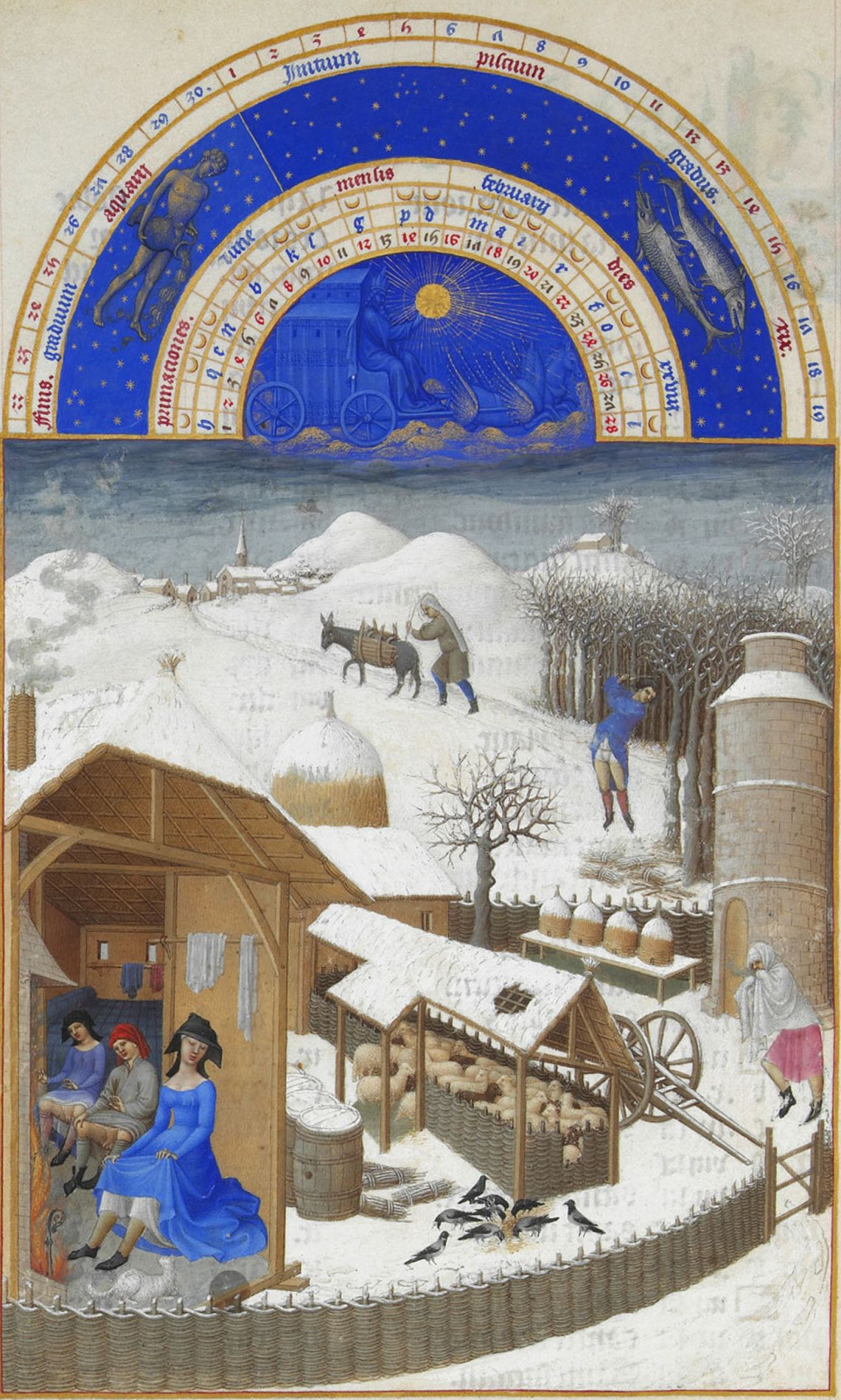
Février, attribué aux Frères de Limbourg, 1412 et 1416, Musée Condé.

Les premiers peintres européens ne peignent généralement pas la neige, puisque leurs représentations sont en majorité des productions à caractère religieux.
Les premières représentations artistiques de la neige apparaissent aux XVe et XVIe siècles. D'abord dans le nord de l'Europe, du fait que les chutes de neige y sont plus fréquentes en hiver. Depuis le début du XVe siècle, les artistes ont produit des scènes représentant l'hiver pour la décoration de grandes surfaces dans les églises, ainsi qu'à plus petite échelle comme sur des écrits de dévotion, tel que le Livre d'heures, sur des collections de textes de dévotion, de prières, et sur le Livre des Psaumes. Ce sont souvent des enluminures tel que Les Très Riches Heures du duc de Berry, un cycle de douze peintures qui illustrent la vie en société, le labeur agricole, le temps, et les paysages de chaque mois de l'année.
Janvier et février y sont illustrés enneigés, comme on le voit pour le mois de février dans ce célèbre cycle Les Très Riches Heures du duc de Berry, illustré en 1412–1416.
Certains paysages enneigés apparaissent aussi dans une série de fresques créées par Master Wenceslas, au début du XIVe siècle pour le Palais épiscopal à Trente. Ils représentent des personnages se lançant des boules de neige, et de même la neige apparaît dans des détails dus à Ambrogio Lorenzetti dans sa fresque intitulée : Allégorie et effets du Bon et du Mauvais Gouvernement (1337–39),,.
À cette période, les paysages n'étaient pas encore perçus comme un genre à part entière dans l'art, ce qui explique le peu d'œuvres représentant des scènes d'hiver dans la peinture médiévale. Comme dans les représentations des mois d'hiver sur les calendriers, la neige n'était représentée que lorsqu'elle donnait du sens à l'œuvre.
L'intérêt pour les paysages dans les peintures s'est développé pendant la Renaissance nordique mais surtout pendant le Siècle d'or néerlandais au XVIIe siècle. L'hiver de 1564 à 1565 est considéré comme le plus long et le plus rude d'une période de plus de cent ans. C'est aussi le début d'une période très froide dans le nord de l'Europe, connue sous le nom de Petit Âge glaciaire. Pour les 150 années qui suivent cette période, les hivers dans le nord de l'Europe sont encore relativement rudes.

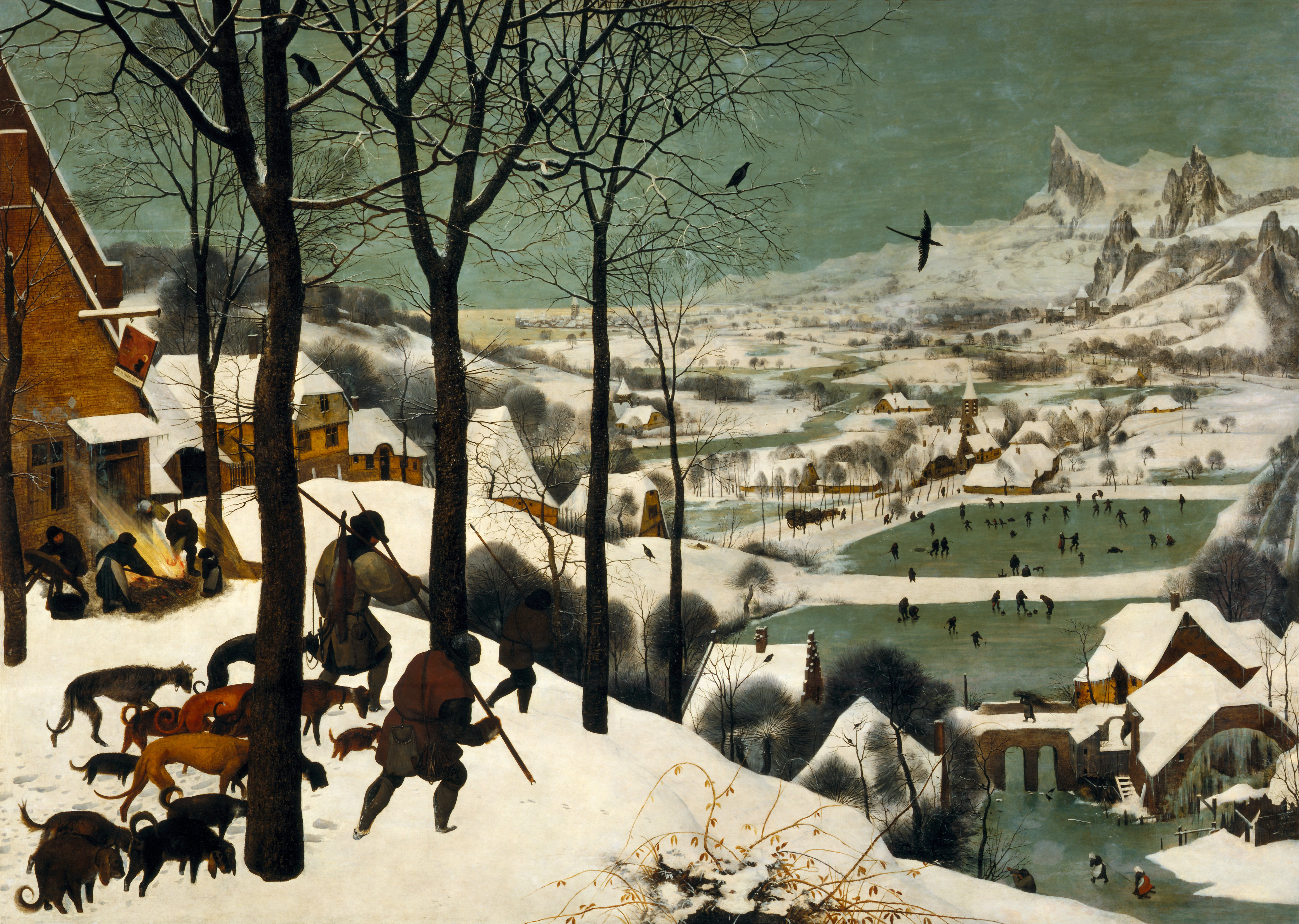
Pierre Breughel l'Ancien, Chasseurs dans la neige, 1565, huile sur toile, Kunsthistorisches Museum.

Les paysans ne sont pas gâtés à cette époque : les mauvaises récoltes, de grosses chutes de neige et des avancées de glaciers dévastent les pâturages et les villages.
Pieter Bruegel a créé Chasseurs dans la neige au début de l'hiver 1565. Ce tableau est considéré comme une véritable représentation de l'hiver en peinture.
Il fait partie d'une séries de peintures qui illustrent les mois de l'année, des thématiques similaires au traditionnel Livre d'heures (dans Les Très Riches Heures du duc de Berry). En plus du tableau des Chasseurs (décembre et janvier), la série inclut La Moisson (août).
Chasseurs dans la neige, représente la vie d'un village, dans un cadre flamand, en saison de neige, et l'on y voit non seulement des chasseurs munis de leurs lances qui descendent la colline avec leurs chiens, mais aussi des villageois se rassemblant autour d'un feu, des lacs gelés sur lesquels on aperçoit des patineurs, des maisons et des églises au loin, le tout sur un fond de montagnes enneigées. Cette série a été commandée en 1565 par un opulent mécène d'Anvers, Niclaes Jonghelinck.
Les tableaux réalisés par l'artiste flamand Pieter Brueghel l'Ancien étaient plus grands que les tableaux des calendriers, et mesuraient approximativement 0,9 par 1,5 mètre.
Bruegel a continué à peindre la neige dans ses œuvres : il a illustré par deux tableaux la première scène de l'adoration des mages : l' Adoration des mages, mais qui n'est pas sous la neige et L'Adoration des mages dans un paysage d'hiver, qui elle est sous la neige.
Il a lancé la mode de la peinture d'hiver dans les Flandres, avec, par exemple : Le Massacre des innocents (Brueghel), qui est un autre exemple de peinture sous la neige, Paysage d'hiver avec patineurs et trappe aux oiseaux, Le Dénombrement de Bethléem.
Par contre, aux Pays-Bas du Nord, la popularité des paysages était le reflet de la disparition des peintures religieuses dans une société devenue protestante (calviniste), qui préférait des thèmes qui n'ont pas de rapport avec la religion, comme des natures mortes, des scènes de genre, et des peintures de paysages.
La tradition de peinture de paysages a perduré jusqu'au XIXe siècle et a évolué ensuite vers la peinture romantique.
Entre 1780 et 1820, du fait de la mode provenant du XVIe siècle des représentations de l'hiver en Flandre, les références à l'hiver sont redevenues populaires. Mais les paysages d'hiver sont devenus populaires à leur propre titre, puisque le mouvement romantique a développé quant à lui un nouvel intérêt distinct pour les paysages, en général.
Ce nouvel intérêt associé au déclin des peintures religieuses aux XVIIIe et XIXe siècles, en Europe, a donné un sens aux peintures de paysages, non pas comme simple fond de tableau mais comme un tableau à part entière, et ce style a d'autant plus une meilleure réputation au XIXe siècle qu'il n'en avait auparavant.

### Peinture des paysages dans le romantisme

Caspar David Friedrich: Paysage d'hiver (c. 1811)

Plus tard, après une période relativement chaude qui coïncide avec la fin du XVIIe siècle (Siècle d'or néerlandais), le climat européen s'est refroidi à nouveau, avec un creux dont le moment le plus froid a été relevé lors de la deuxième décennie du XIXe siècle.
En 1809, une série de grandes éruptions volcaniques ont provoqué l'arrivée d'une période particulièrement froide, du fait que les nuages de poussière provenant de ces éruptions bloquent les rayons du soleil. De 1810 à 1819, il s'agit de la période la plus froide en Angleterre jamais relevée depuis le XVIIe siècle.
En 1812, la Grande Armée est forcée de se retirer de Moscou à cause de l'hiver, que les Russes appellent le Général Hiver. Ce climat a joué un grand rôle dans le développement de ce nouveau genre artistique des paysages d'hiver.
À la fin du XVIIIe siècle, le mouvement romantique grandissant a développé un nouvel intérêt pour la représentation de paysages, et notamment les paysages d'hiver. Parmi les artistes, on trouve le peintre Caspar David Friedrich, qui a représenté des paysages reculés et sauvages très particuliers. Caspar David Friedrich était un peintre de paysages romantique, et était l'un des premiers artistes à peindre l'hiver comme image de lieux austères et isolés.
Ses œuvres baignent dans la gravité et l'immobilité.

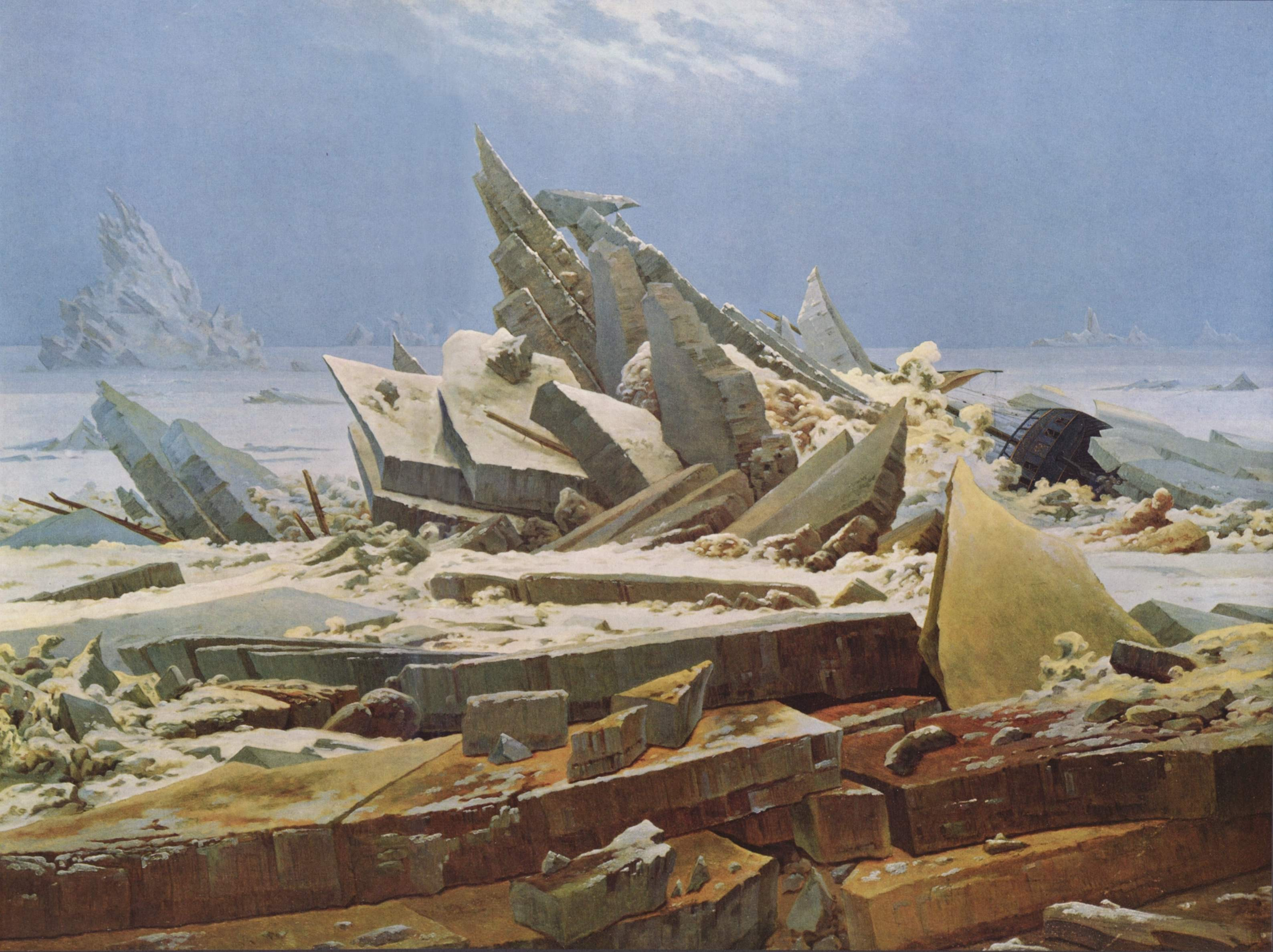
Caspar David Friedrich: La mer de glace au Kunsthalle de Hambourg

Elles sont souvent réalisées en plein air, l'artiste s'aidant de la lumière grisâtre de l'hiver pour créer l'atmosphère propice et illustrer le jeu de lumière et la réflexion dans la neige.
Selon l'historien d'art Hermann Beenken, Friedrich a peint des paysages de neige immaculés, c'est-à-dire de neige fraîche, dans laquelle personne n'a marché.
Même si ces œuvres sont peintes en observation directe, elles ne reproduisent pas la nature, mais sont plutôt à l'origine d'un effet dramatique, tout en prenant la nature comme reflet des émotions humaines.
Le but de Friedrich est de se recentrer sur lui par la spiritualité et par le biais de la contemplation de la nature. Il est sur une parallèle au romantisme qui souvent représente les émotions intenses telles que l'appréhension, la peur, l'horreur, la terreur et la crainte.
La crainte en particulier, que l'homme ressent quand il est confronté au sublime de la nature sauvage. L'intérêt de Friedrich, comme on peut le voir dans ses représentations idéalisées, se porte sur les côtes, les forêts et les montagnes escarpées. Friedrich crée la notion de paysage romantique plein de sentiments : die romantische Stimmungslandschaft,. Ces œuvres détaillent de nombreux éléments géographiques, et il utilise la représentation de paysages comme l'expression d'un mysticisme.
Avec les autres peintres romantiques, Friedrich a aidé la peinture de paysage à devenir un genre important dans l'art occidental. Son style a influencé ses contemporains : le peintre norvégien Johan Christian Dahl (1788-1857), et plus tard Arnold Böcklin (1827-1901) et beaucoup de peintres russes, en particulier Arkhip Kouïndji (1842-1910) et Ivan Chichkine (1832-98).

Œuvres romantiques
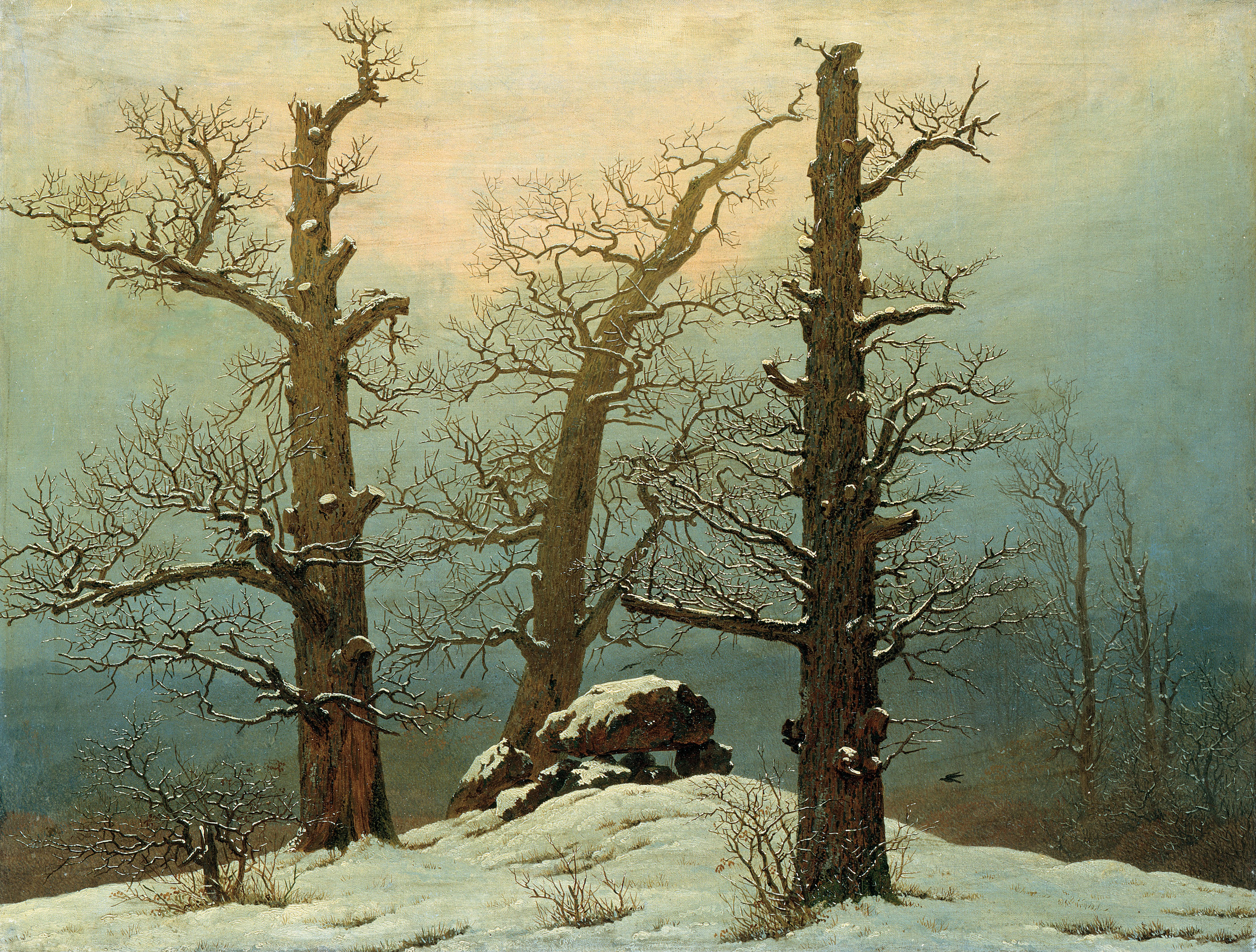
Caspar David Friedrich: Tumulus sous la neige (1807)
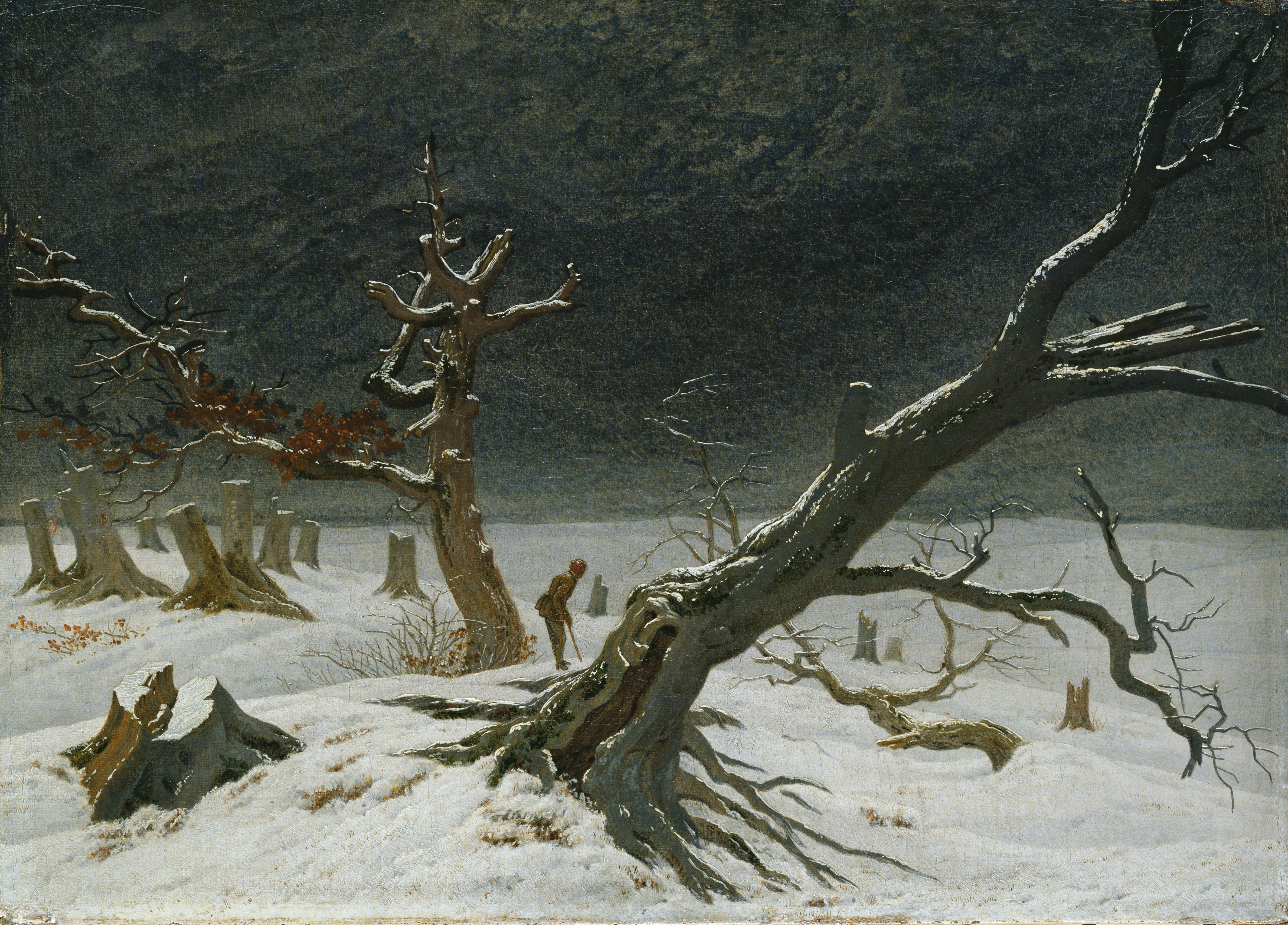
Caspar David Friedrich : Paysage d'hiver (1811)
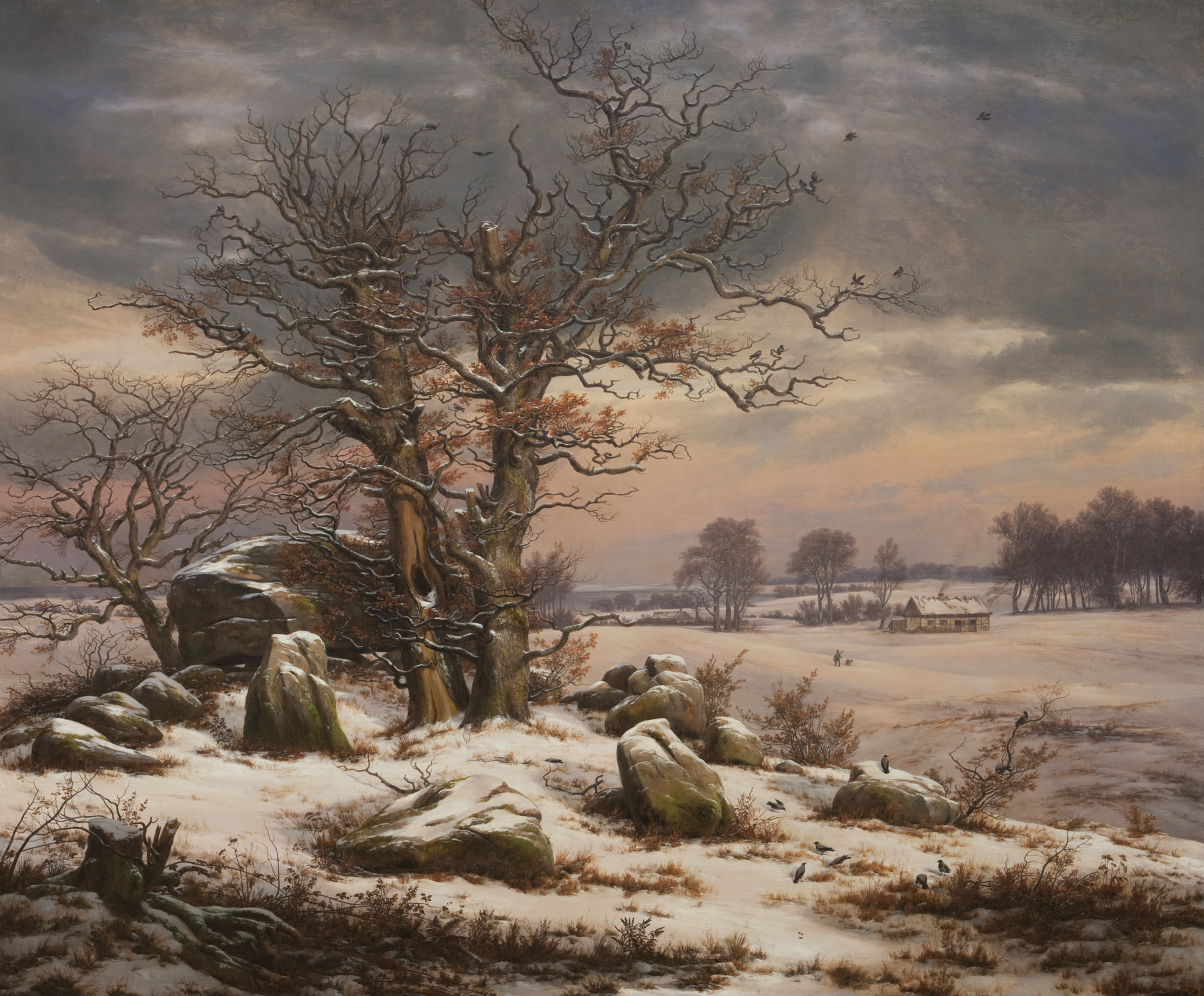
Johan Christian Dahl: Paysage d'hiver à Vordingborg
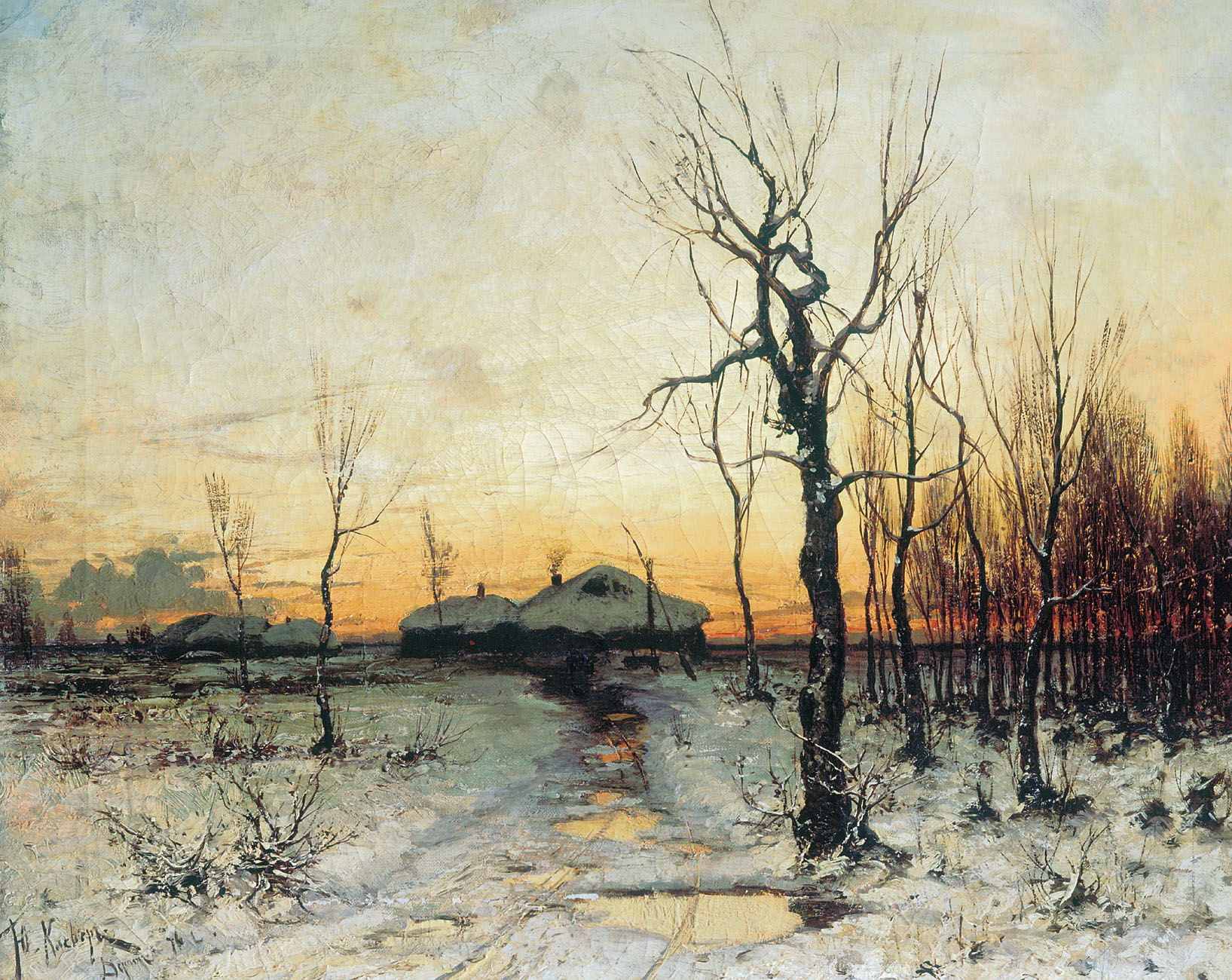
Julius von Klever: La Fonte commence
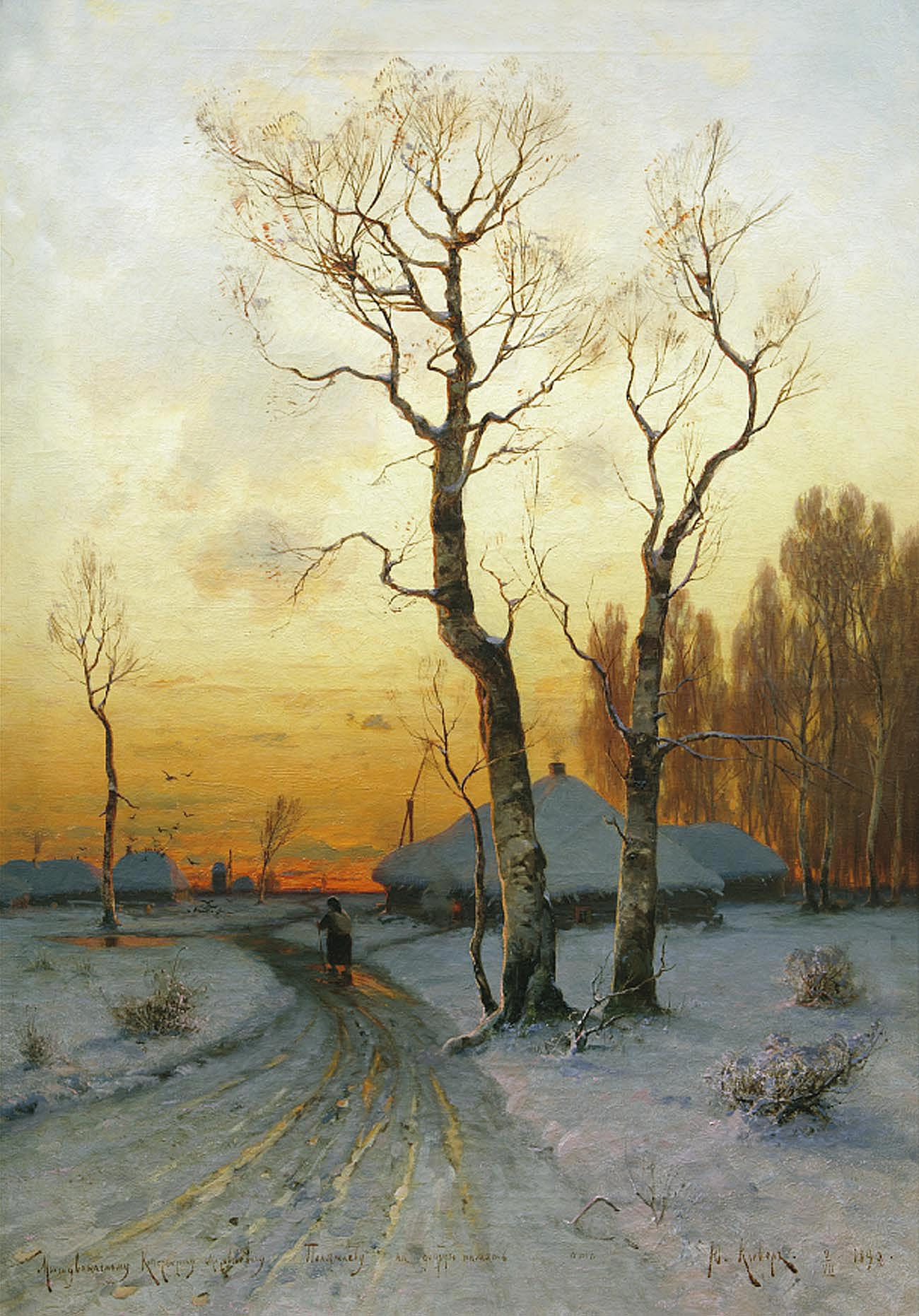
Von Klever : Hiver (1876)
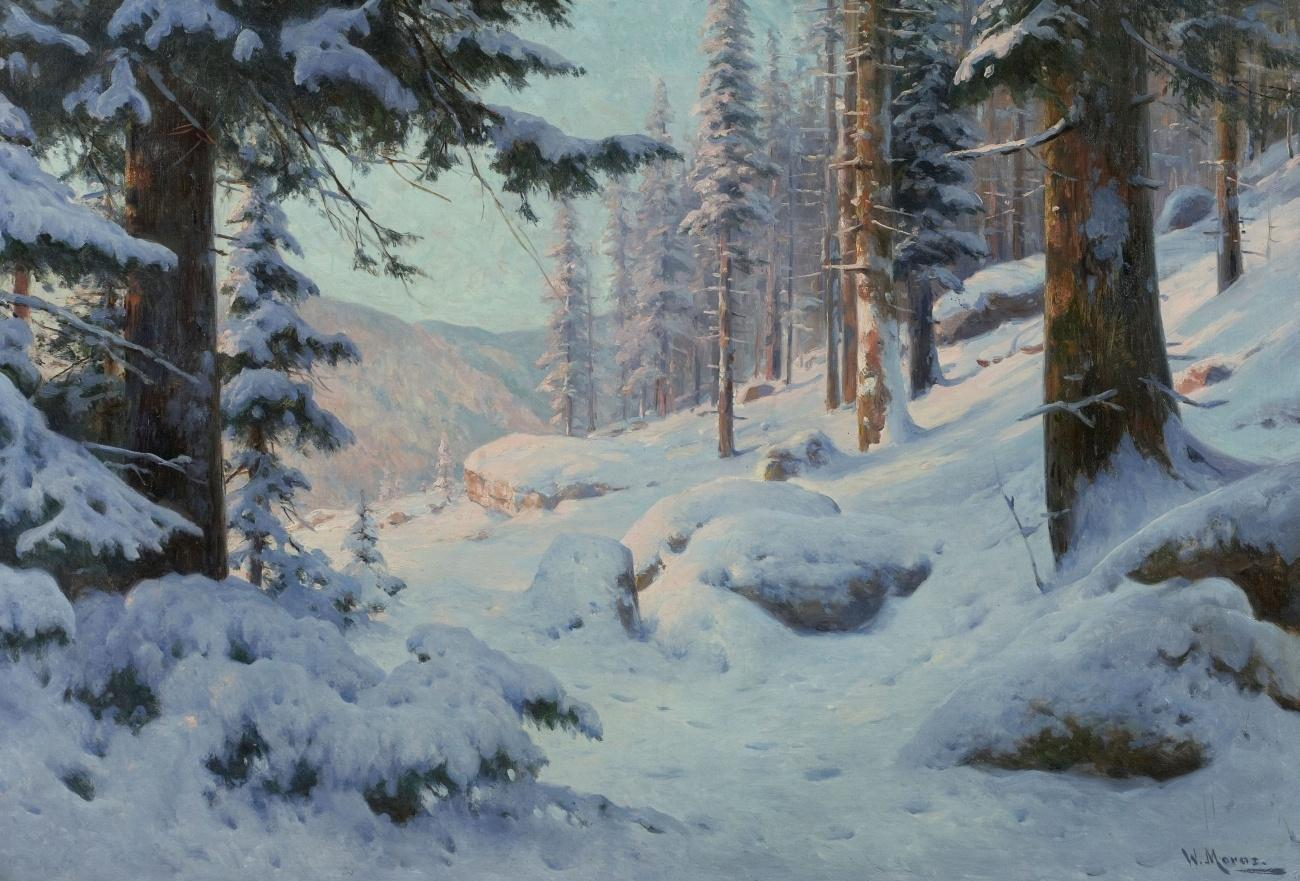
Walter Moras: Paysage de bois enneigé
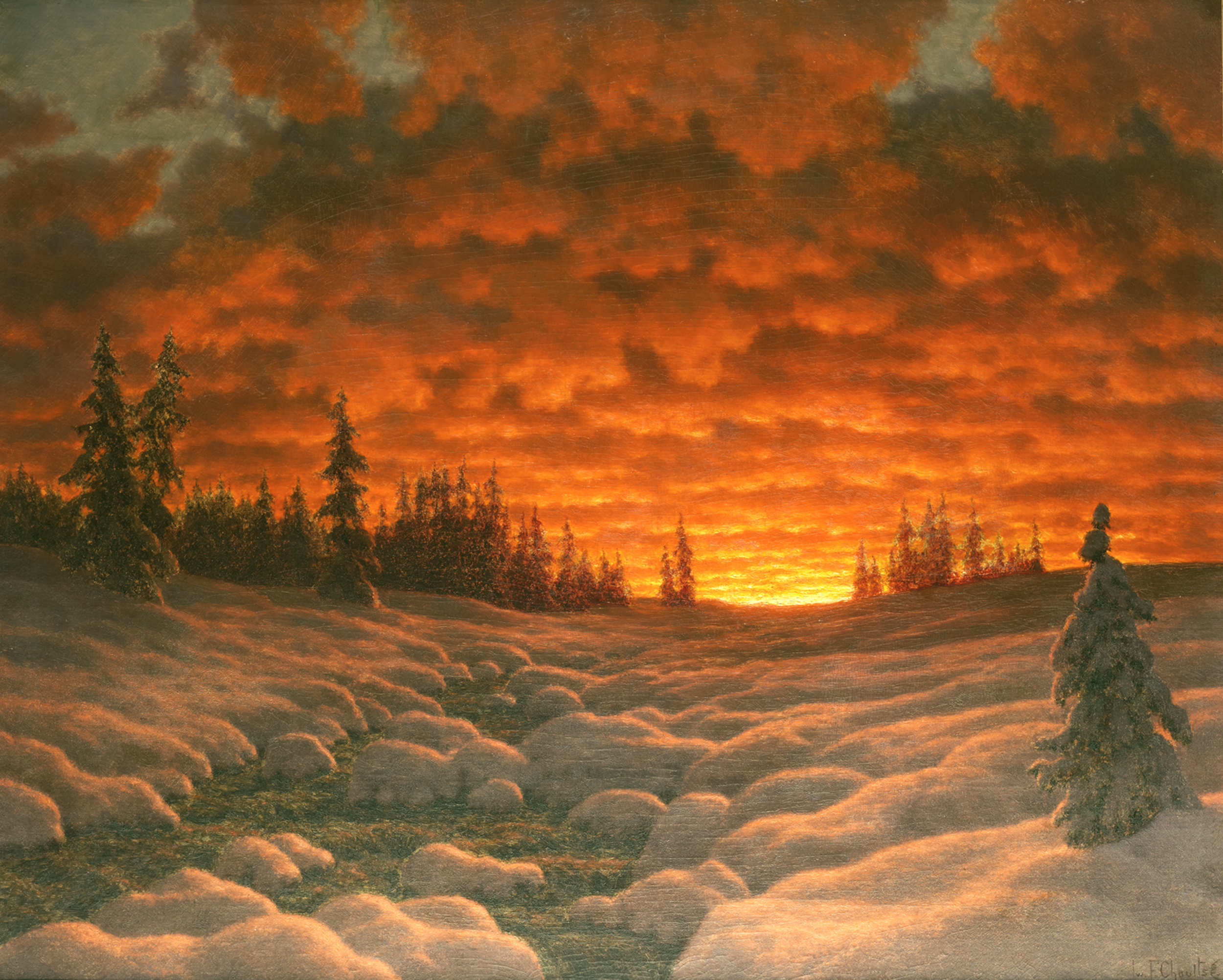
Ivan Choultsé : Coucher du soleil (1920)
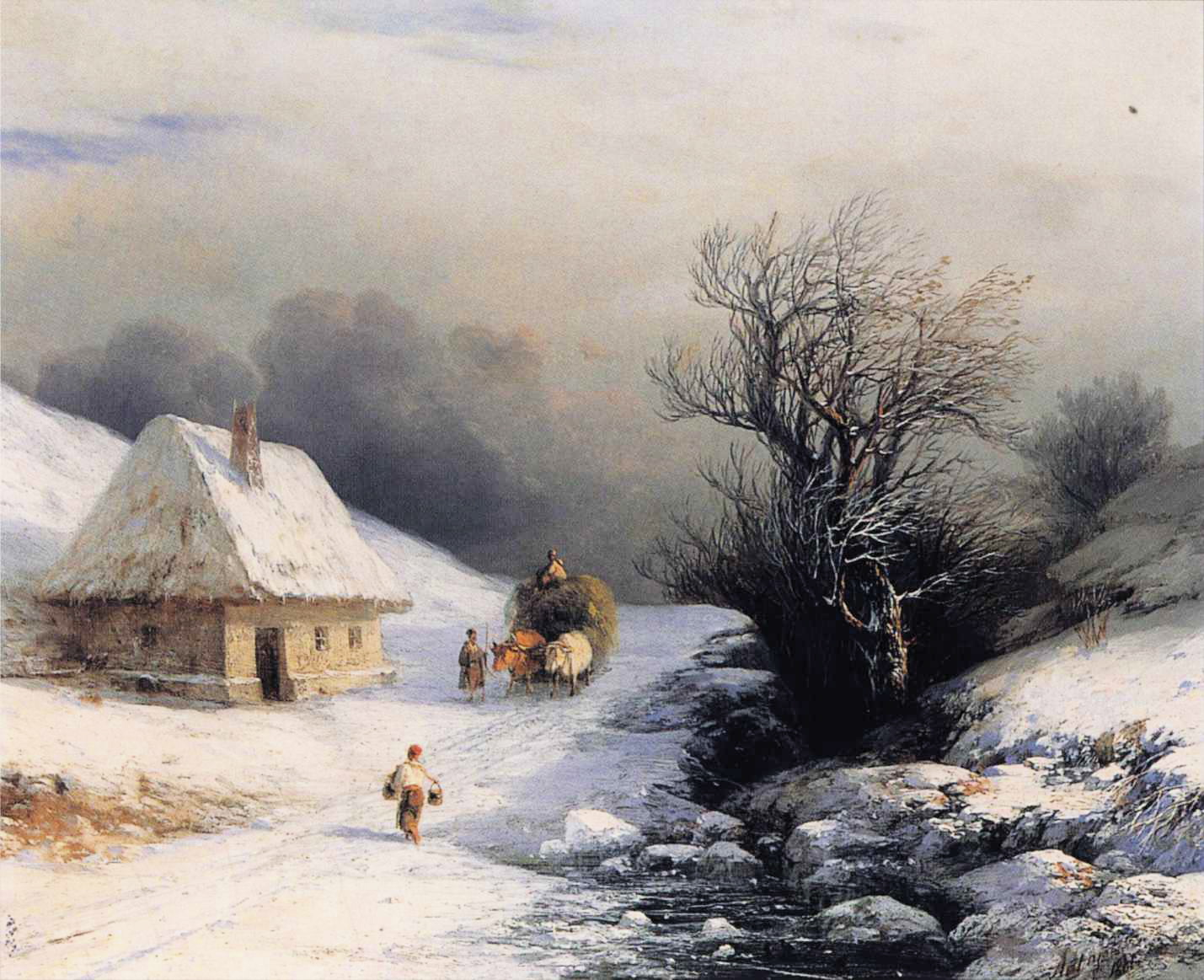
Ivan Aivazovsky: Petite Russie, Ox Cart

Les œuvres de l'École de peinture de Düsseldorf, au XVIIIe siècle, sont caractérisées par des paysages finement détaillés, qui représentent souvent des allégories ou des histoires religieuses. Les principaux membres de l'école de Düsseldorf préféraient la peinture en plein air, et utilisaient souvent une palette composée de couleurs très neutres. Cette école de Düsseldorf s'est développée et a fait partie du romantisme allemand.

L’école comptait parmi ses élèves des étudiants notables, tels que Friedrich Wilhelm Schadow, Rudolf Koller, Carl Friedrich Lessing, Johann Wilhelm Schirmer, Andreas Achenbach, Hans Fredrik Gude, Oswald Achenbach and Adolf Schrödter.

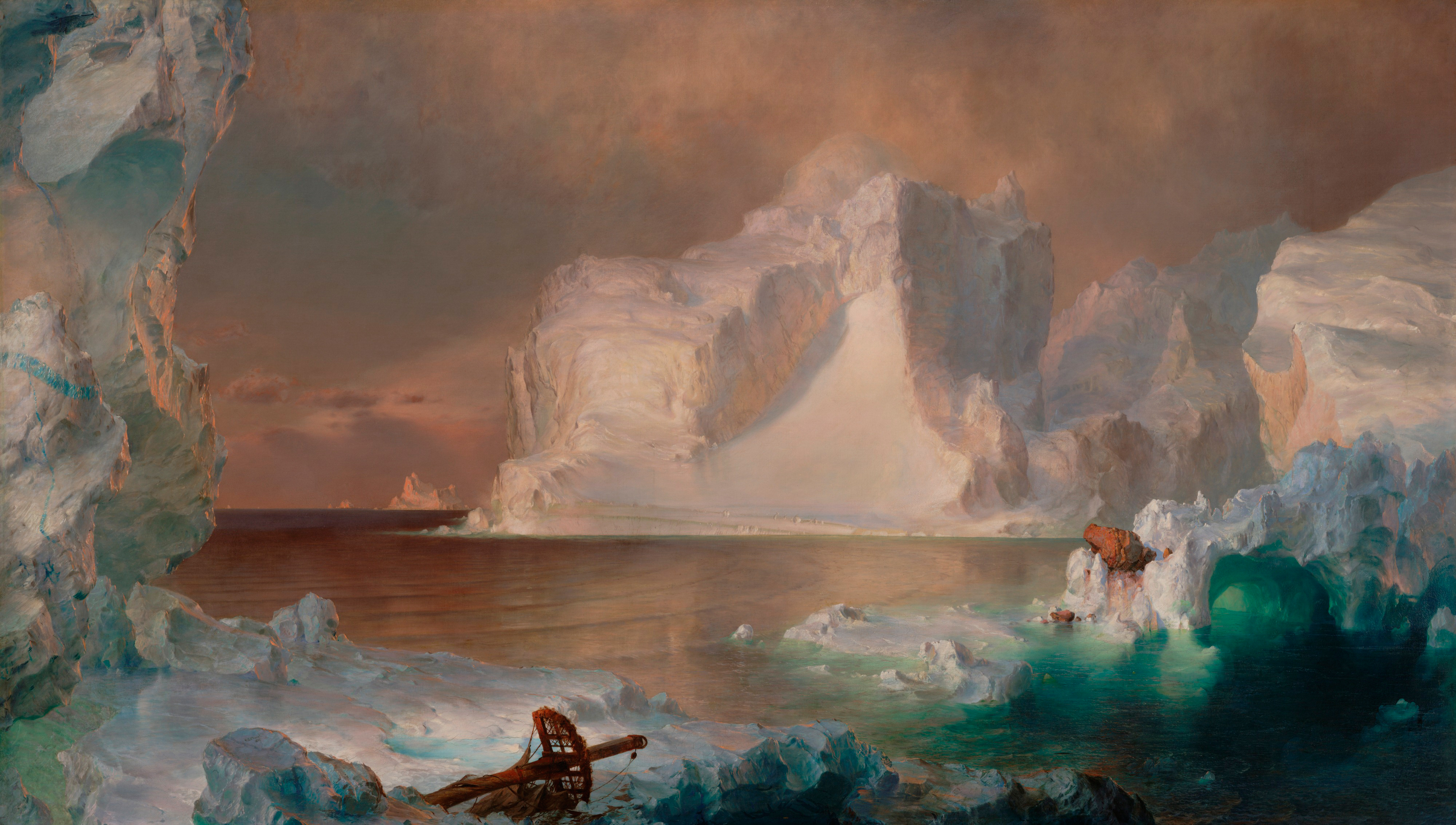
Les Icebergs de Frederic Edwin Church, (1861), Dallas Museum of Art

Les peintres français ont mis plus de temps à travailler sur les paysages, mais dans les années 1830, Jean-Baptiste-Camille Corot et d’autres artistes de l'école de Barbizon ont établi une tradition paysagiste française qui, au XIXe siècle, deviendra l’une des plus grandes en Europe.
On dit souvent que la peinture de plein air a commencé avec l’impressionnisme au XIXe siècle alors qu’en réalité, le mouvement était déjà populaire à la fin du XVIIIe siècle, avec les travaux de plein air américains des membres de la Hudson River School,,.
Frederic Edwin Church, une des plus importantes figures de la Hudson River School, est connu pour ses travaux, qu’il a peints durant ses voyages en Arctique et en Amérique centrale ainsi qu’en Amérique du Sud.
La peinture de plein air, en son sens premier, est la peinture de paysages à l’extérieur ; plus exactement, peindre pour réussir à recréer l’effet intense du plein air dans une œuvre.
En France, au milieu du XIXe siècle, il est fréquent, jusqu'à l'époque des peintres de l'école de Barbizon, d'exécuter les ébauches des paysages en plein air et de finir les peintures dans un atelier. C'est, de fait, plus pratique.

### L’impressionnisme

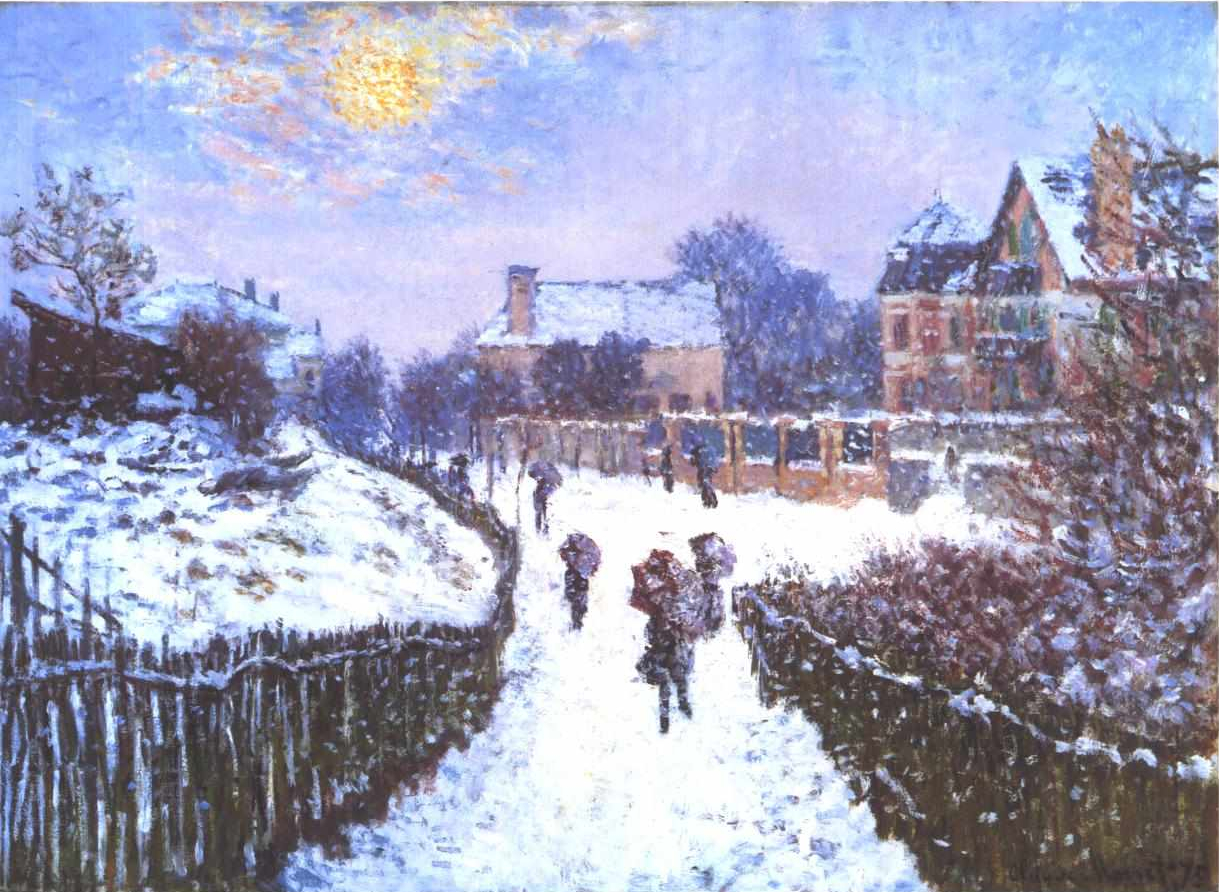
Monet:
Boulevard Saint Denis (1875)

Les impressionnistes sont les premiers peintres à faire du plein-air un genre à part entière. Ils peignent dehors, et sont attirés par les sujets de la vie réelle. Leurs préoccupations et intérêts les plus évidents sont de capturer le jeu de lumière et le temps qu'il fait au moment de leur création. Souvent, ils recommencent plusieurs fois une même œuvre, parce que la luminosité ou le temps a changé depuis le début de leur travail. Les travaux des impressionnistes sont inspirés parfois des œuvres impressionnistes sur bois japonaises.
De nombreux thèmes sont fréquents dans les ukiyo-e japonais, tels que la neige tombante et des parapluies ouverts pendant qu'il neige,,,. Il est probable que de nombreux hivers rudes consécutifs en France ont contribué à une augmentation des paysages d’hiver peints par les Impressionnistes. Les peintres impressionnistes tels que Claude Monet, Alfred Sisley et Camille Pissarro commencent à peindre un grand nombre de paysages d’hiver qui leur permettent d'expérimenter les jeux de couleurs et les effets de lumière qu’ils appellent « effets de neige ». D’autres peintres produisent aussi des paysages d’hiver mais moins fréquemment, tels que Pierre-Auguste Renoir, Gustave Caillebotte et Paul Gauguin.
La première œuvre représentant l’hiver par Claude Monet est  La Charrette. Route sous la neige à Honfleur, suivie par de nombreuses autres œuvres, notamment une série de peintures représentant des bottes de foin. Dans sa peinture Boulevard Saint Denis, Monet veut capturer le moment où le soleil se cache entre deux nuages pendant une légère averse de neige. Dans La Pie, probablement une des œuvres les plus connues de Monet, les ombres de la neige sont représentées dans des teintes bleue-grises,.
L’exposition Impressionists in Winter (en) tenue en 1998-1999 à Washington et à New York, était organisée autour du thème Effets de Neige chez les impressionnistes.

Œuvres impressionnistes
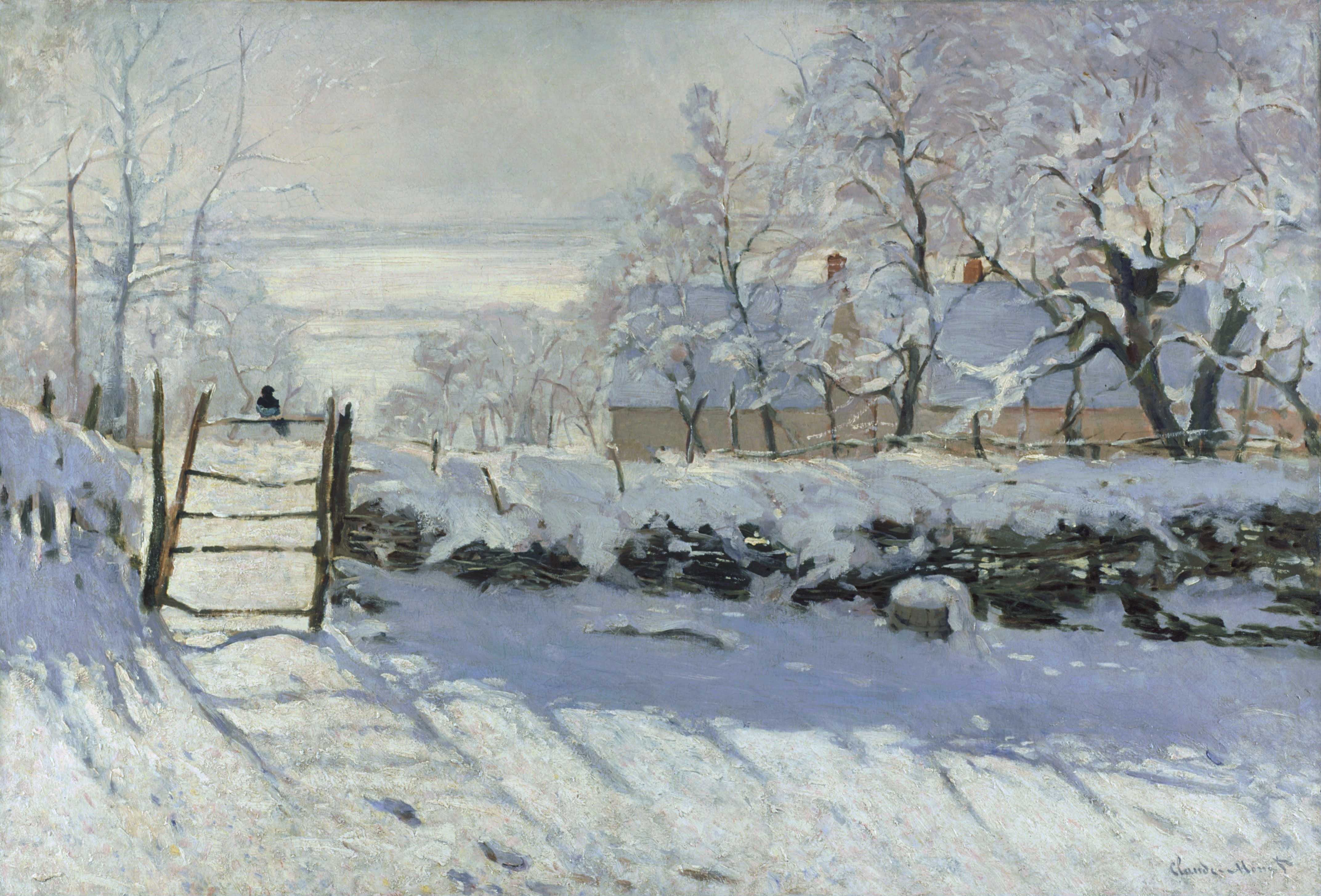
Monet : La Pie (1869)
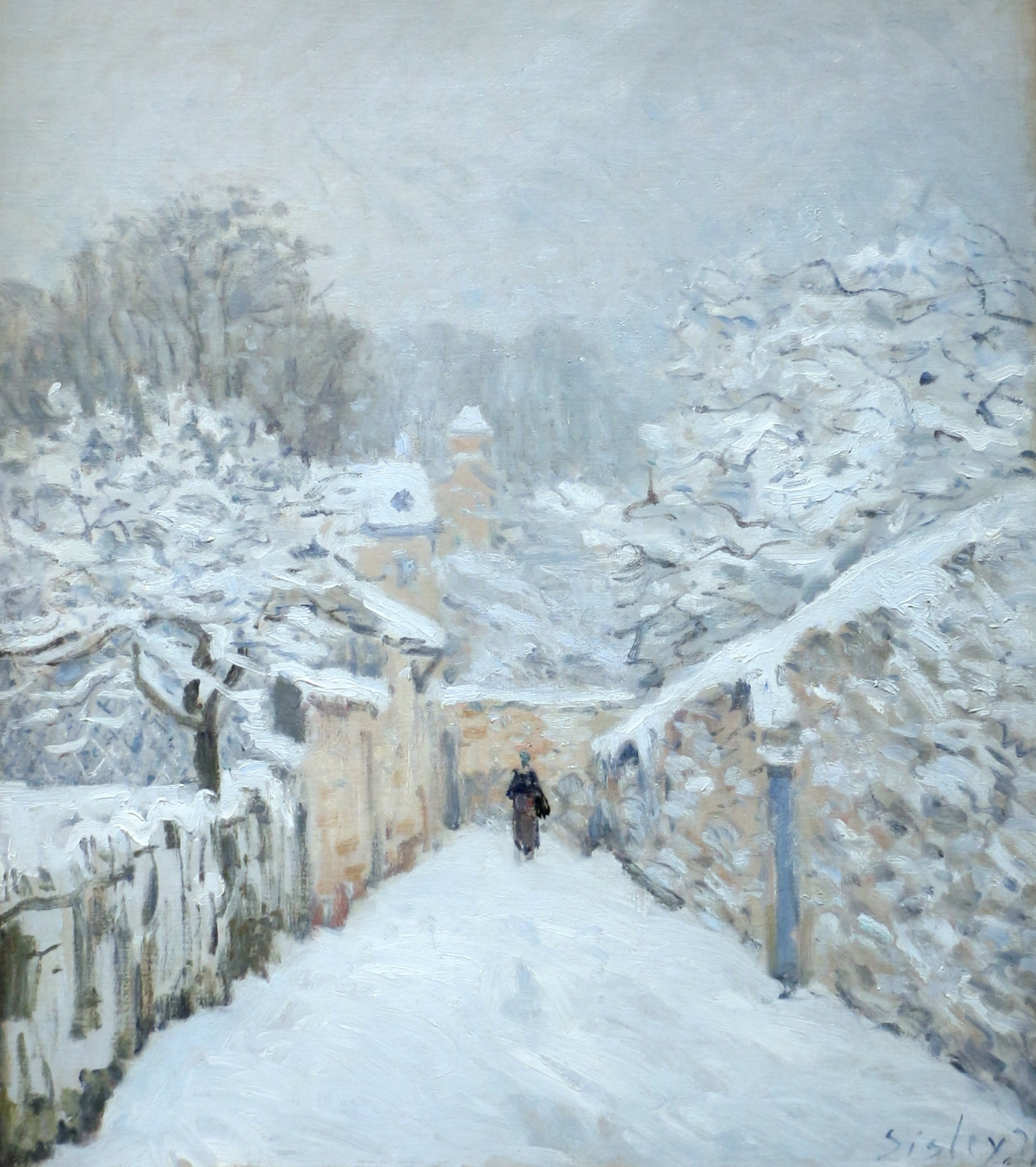
Sisley : La Neige à Louveciennes (1875)
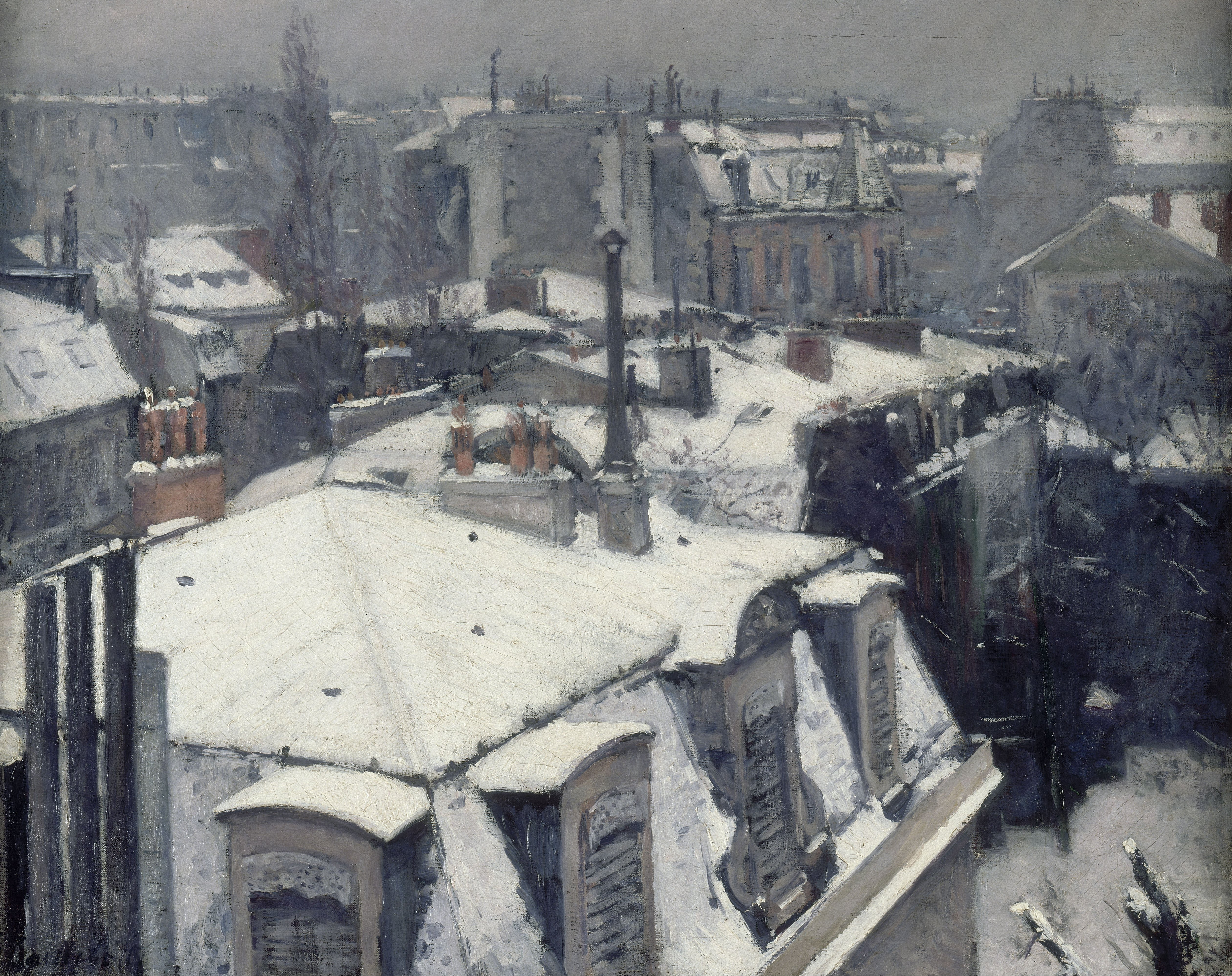
Caillebotte :  Vue de toits (Effets de Neige) (1875)
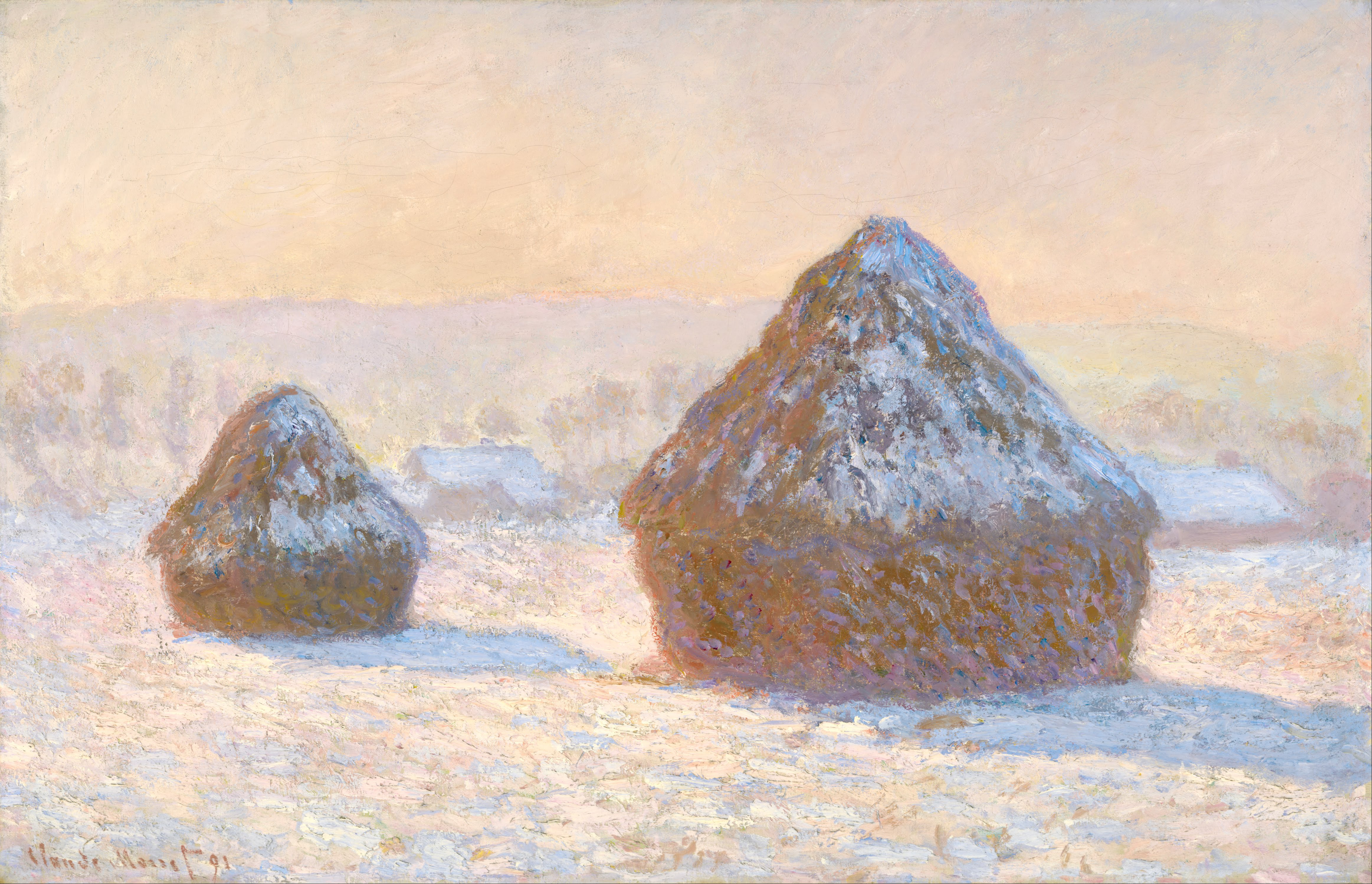
Monet : Les Meules, effet de gelée blanche
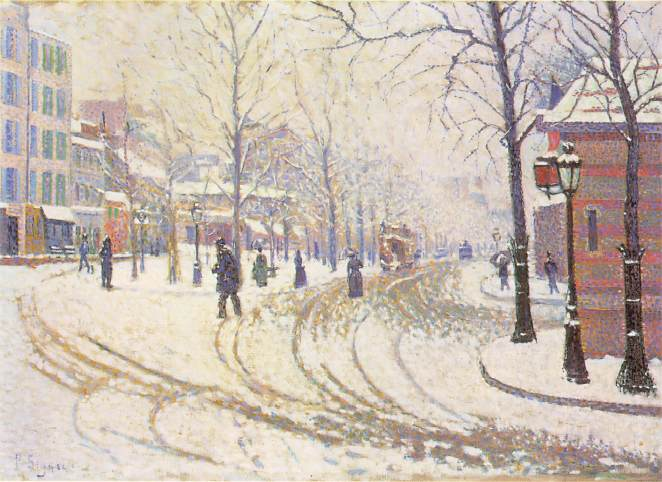
Signac : Boulevard de Clichy (1886)
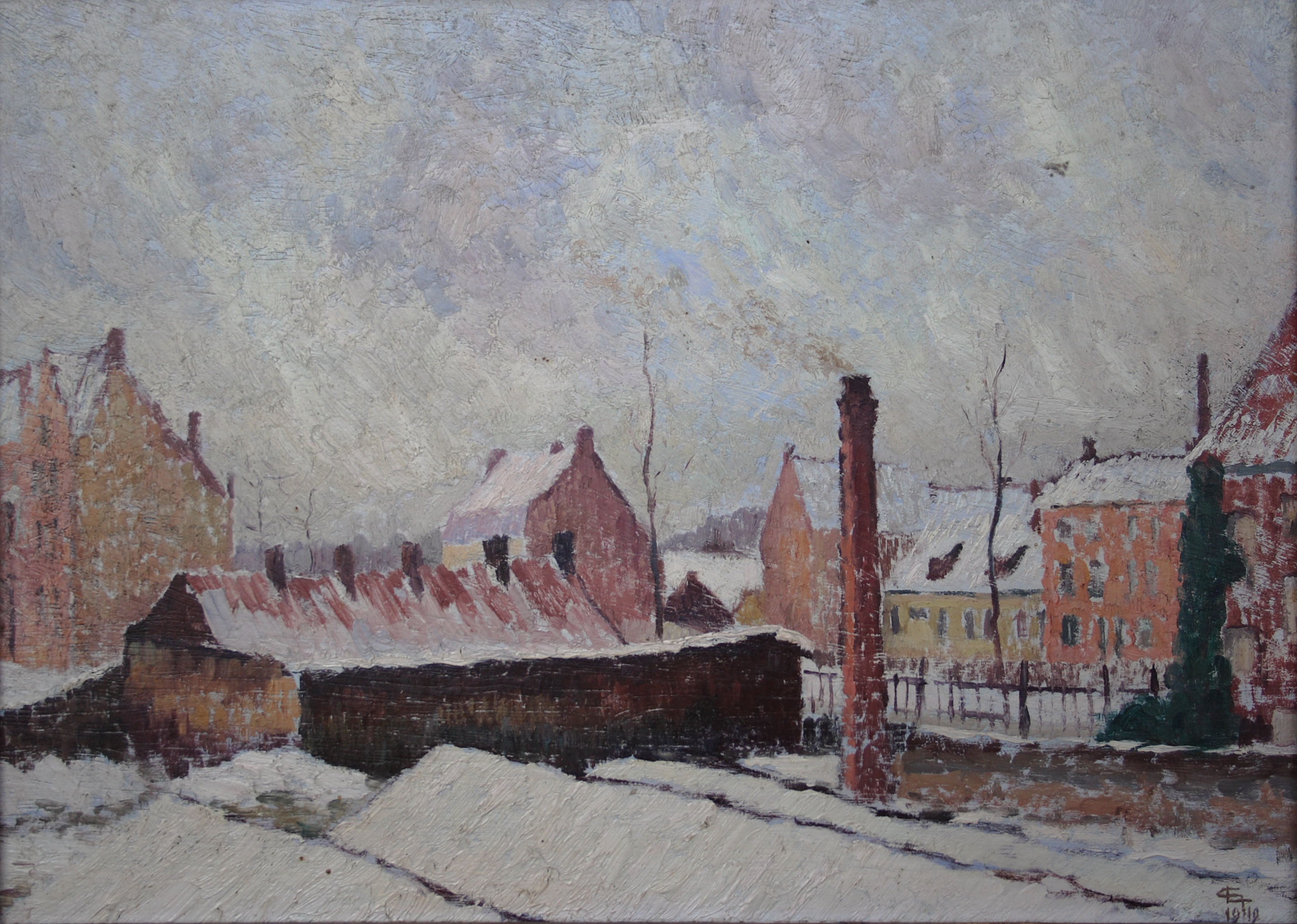
Georges-Émile Lebacq : Neige à Bruges (1910)
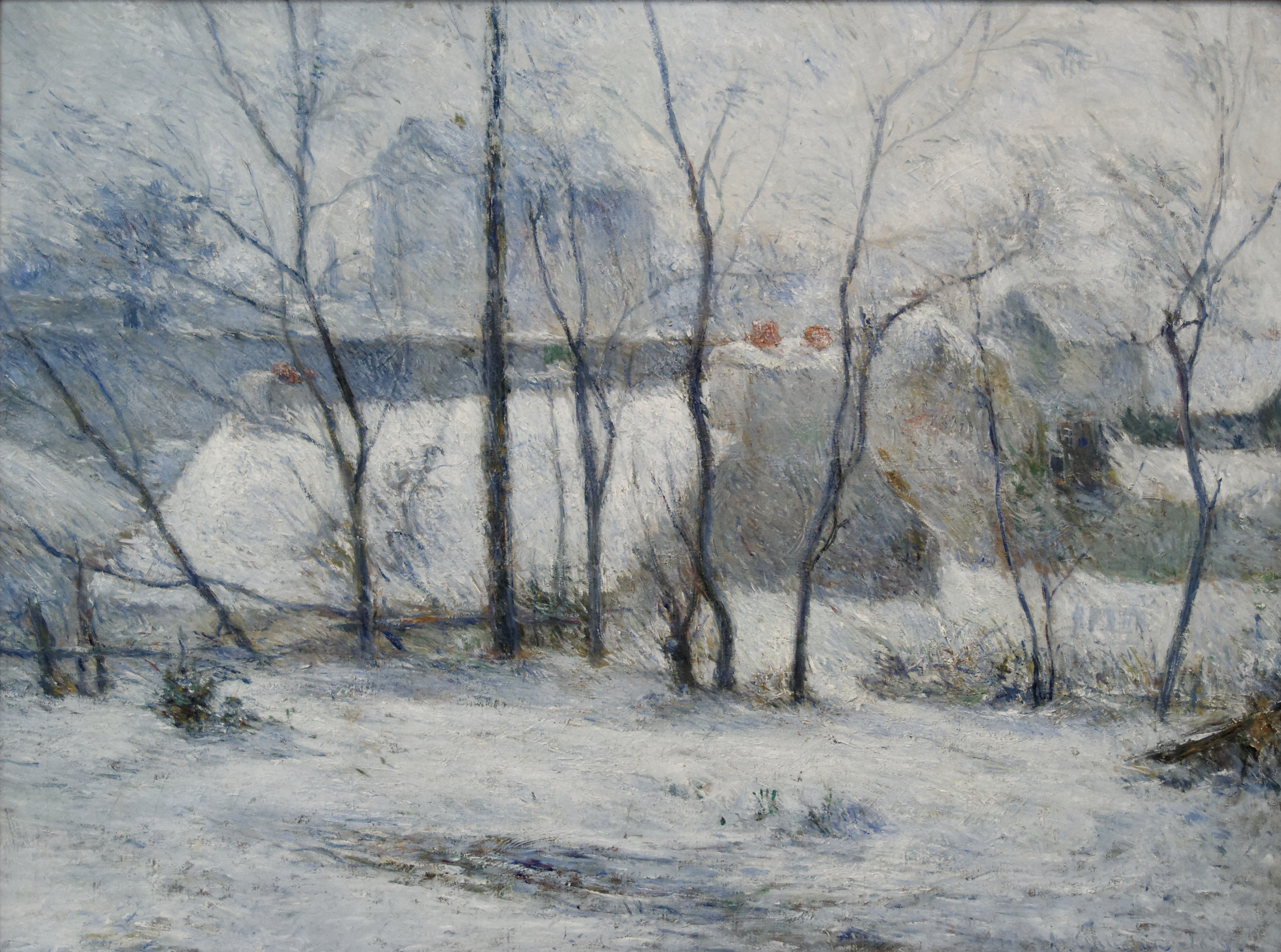
Gauguin : Paysage d'hiver (1879)
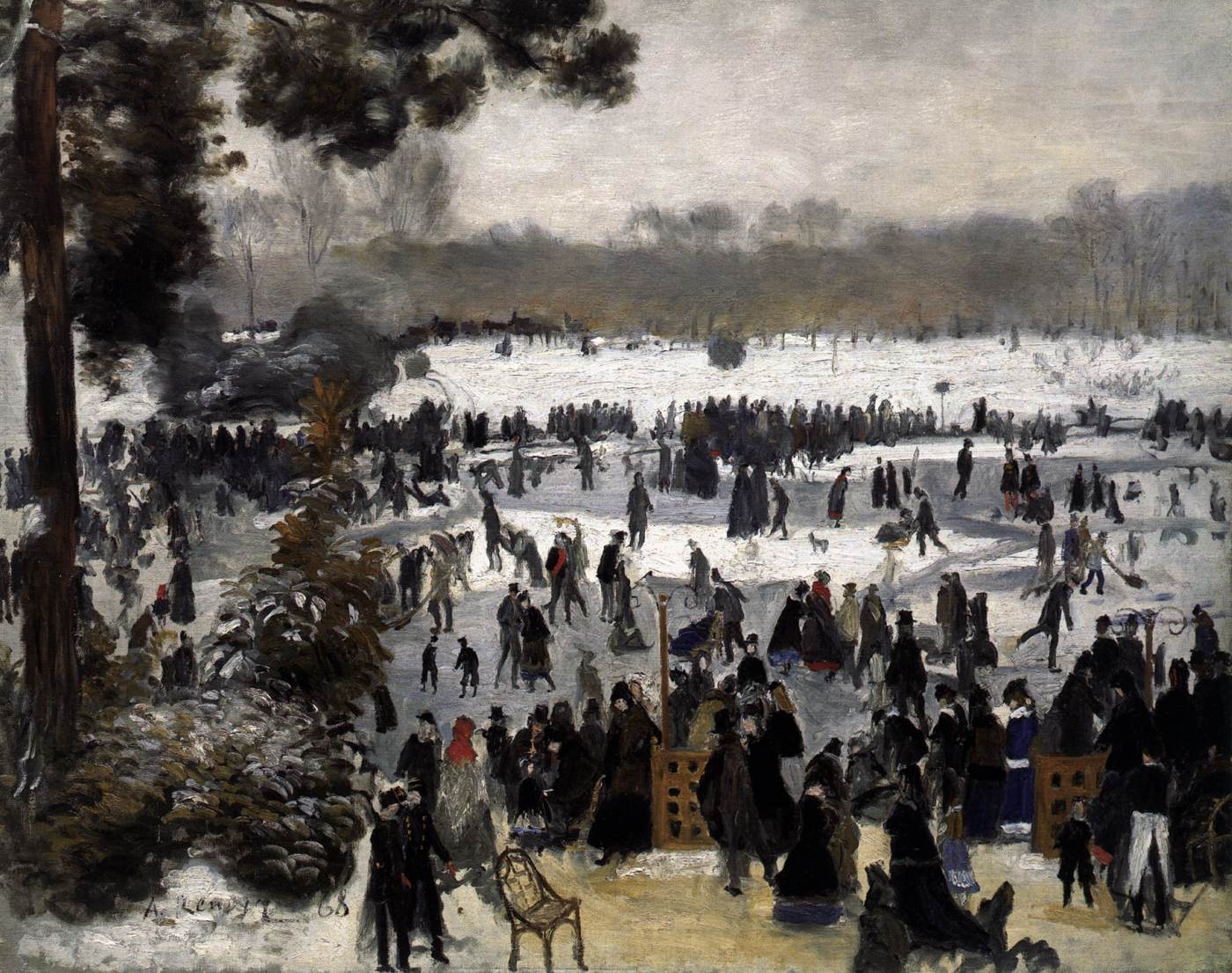
Renoir : Les Patineurs à Longchamp (1868)
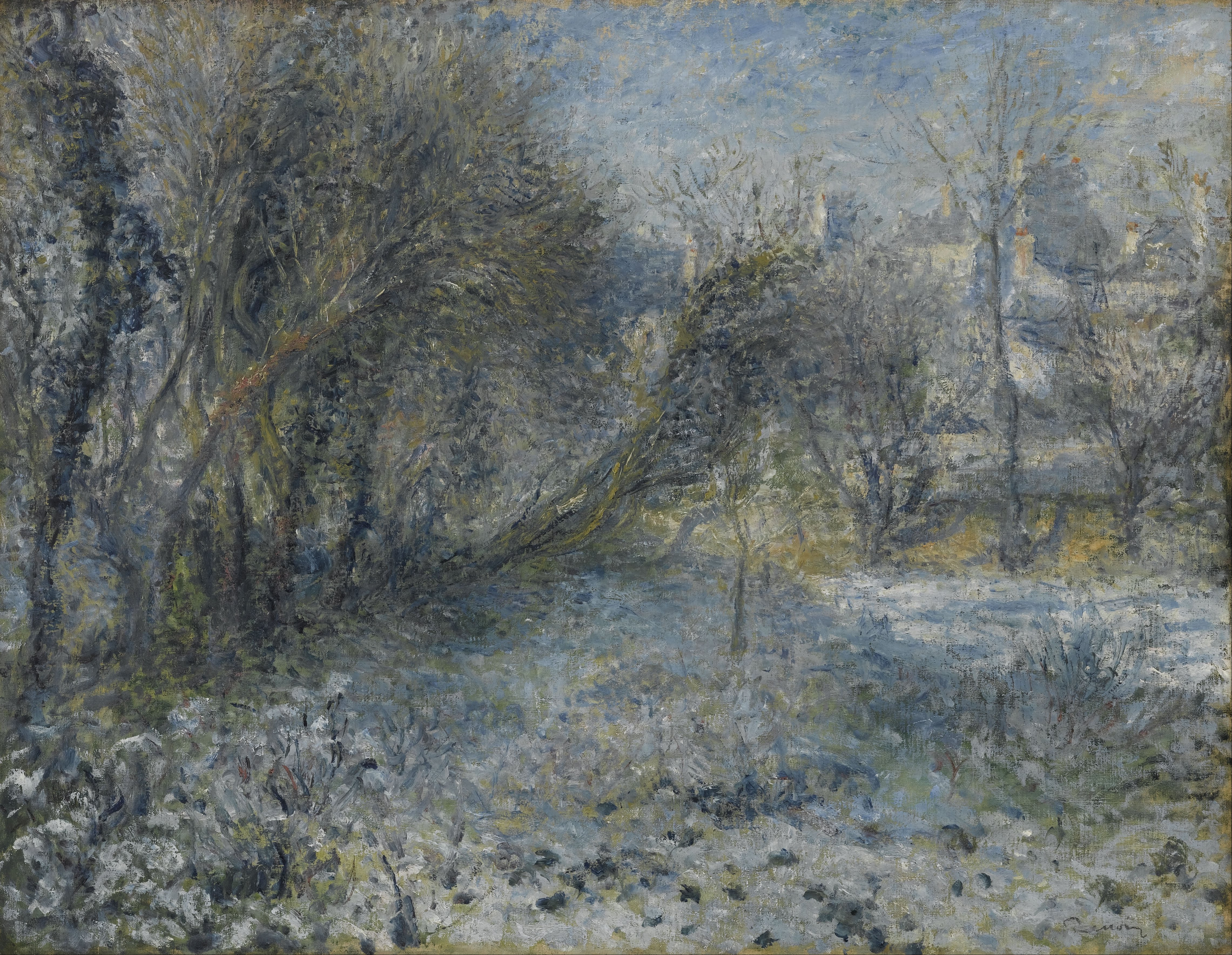
Renoir : Paysage de neige (1870-1875)

#### Technique

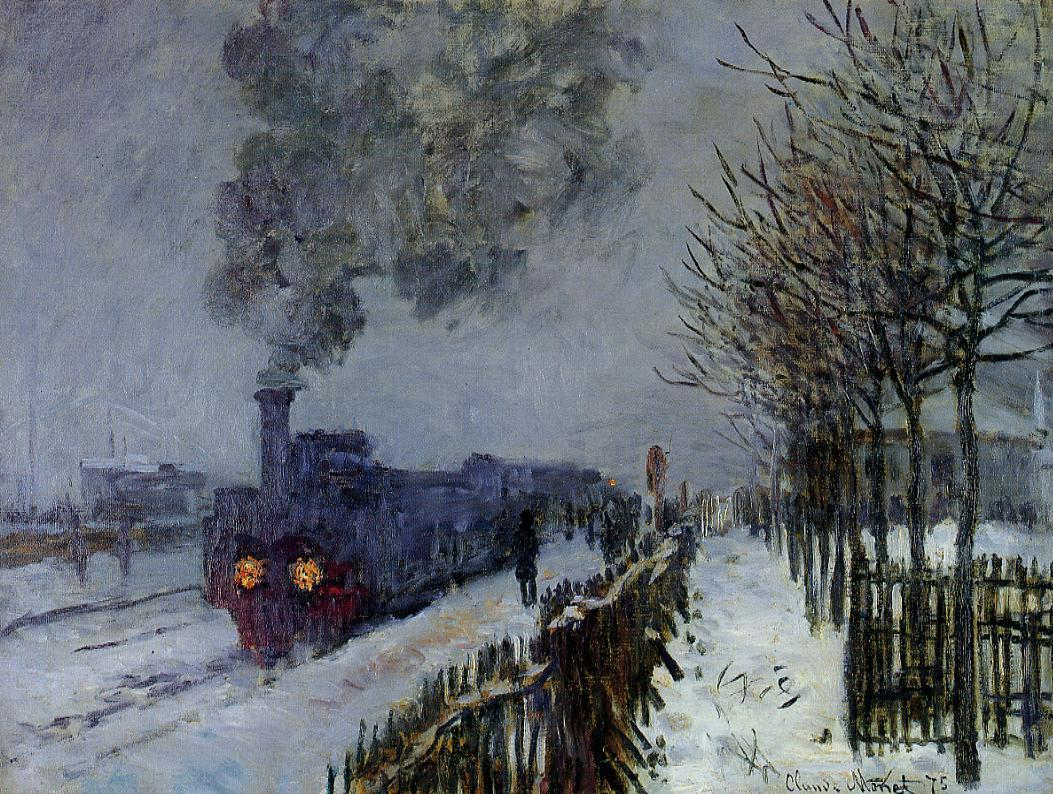
Monet, Le train dans la neige (1875).

C’est la lumière naturelle qui influence la perception des impressionnistes et la différencie de celle de autres. Ils observent méticuleusement les différentes couleurs reflétées par les objets et capturent celles-ci dans leurs œuvres. Comme les peintres impressionnistes composent en plein-air, les ombres reflètent la lumière du ciel comme si la lumière était reflétée sur une surface.
Les impressionnistes utilisent généralement des couleurs vives, en appliquant la peinture en couches épaisses, et traitant des sujets très réalistes. L’innovation des peintures pré-mixées dans des tubes d’aluminium a contribué au développement de ce style. Avant, les peintres préparaient leurs propres peintures avec des pigments en poudre qu’eux-mêmes broyaient, en les mélangeant à de l’huile de lin.
Dans les années 1860, de nombreux pigments synthétiques de couleurs vives étaient vendus dans le commerce, et parmi les couleurs, il était possible de se procurer du bleu de cobalt, du viride, du jaune de cadmium et du bleu outremer synthétique, ainsi que des couleurs plus récentes telles que bleu de cæruleum,.
De ce fait, les Impressionnistes ont travaillé avec des couleurs plus vives. Dans les années 1870, Monet, Renoir, et Pissarro ont choisi le plus souvent de peindre les sols enneigés d’un gris clair ou d’un beige, mais d'autres artistes préféraient les sols blancs.

### Cercle des amateurs de beaux-arts de la région nord de Russie
La création, en 1906 à Vologda, du Cercle des amateurs de beaux-arts de la région Nord de Russie, a rassemblé de nombreux artistes russes attirés par la peinture des paysages enneigés, du fait de leur installation au nord du 60e parallèle en Russie d'Europe.

région Nord de la Russie
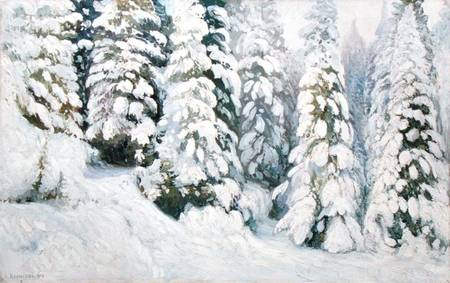
Alexandre Borissov, Conte d'hiver
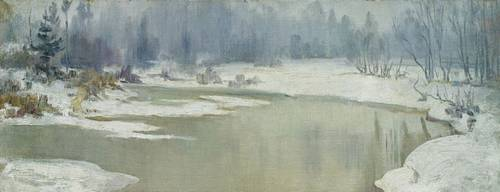
Anna Karinskaïa, Paysage d'hiver dans le Nord vers 1910
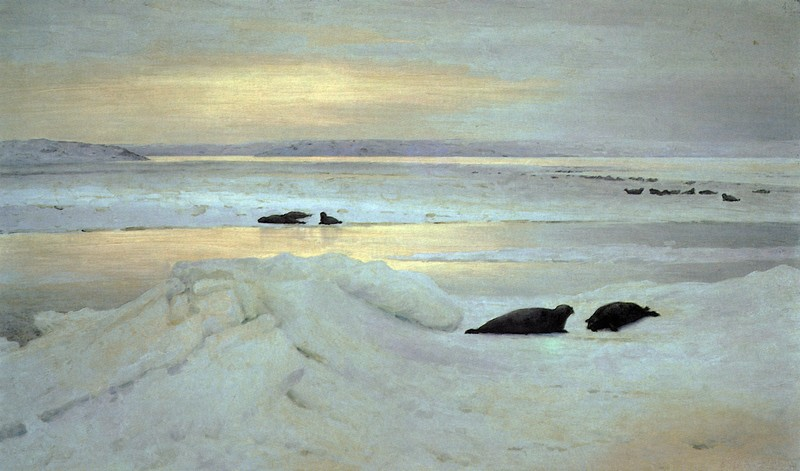
Alexandre Borissov, Nuit polaire (1897), Galerie Tretiakov
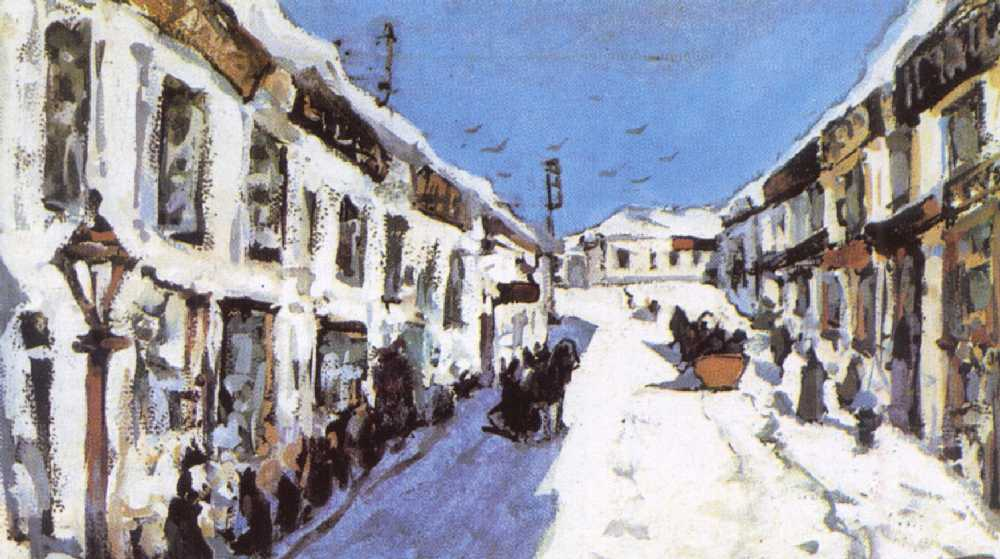
Leonard Tourjanski, L'Hiver (1910)

## Galerie

Paysages d'hiver
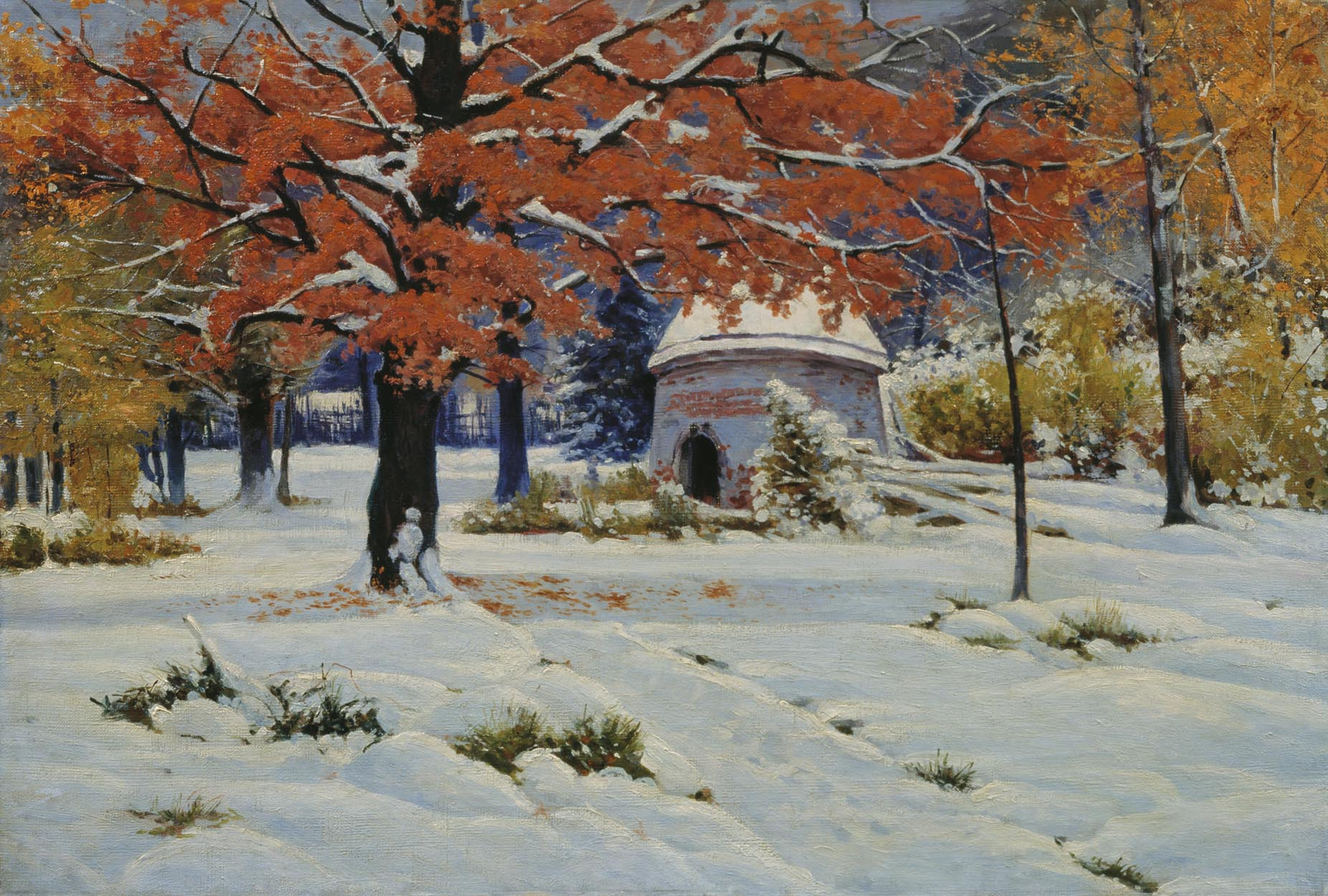
Constantin Kryjitski, Première neige
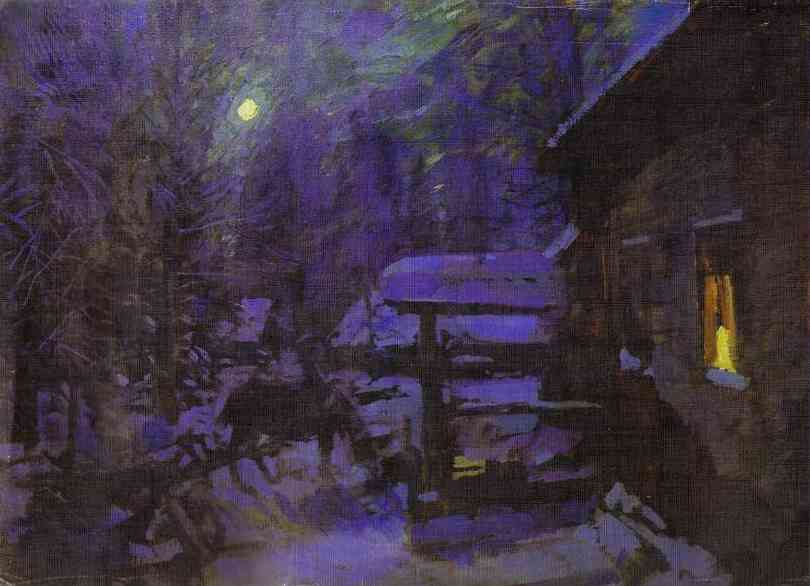
Constantin Korovine, L'Hiver éclairé par la lune (1913)
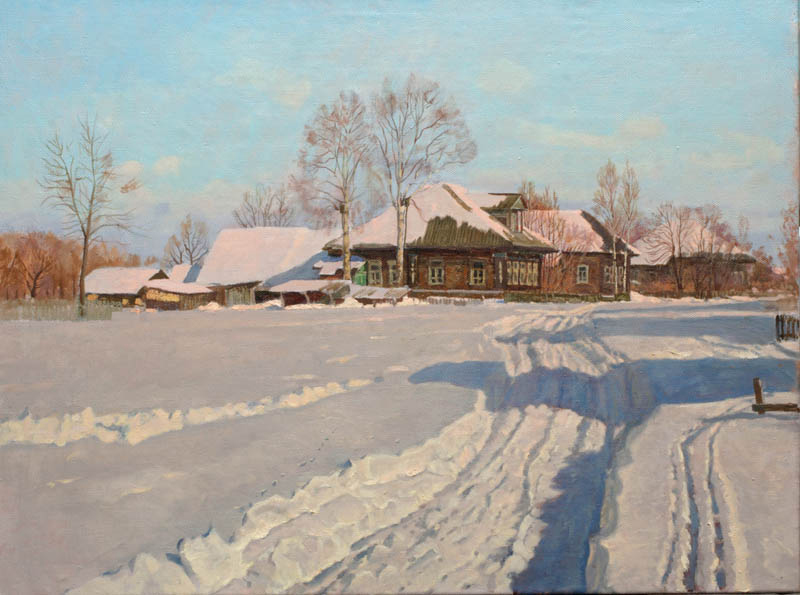
Nikolaï Anokhine (en), Le Village (2006)
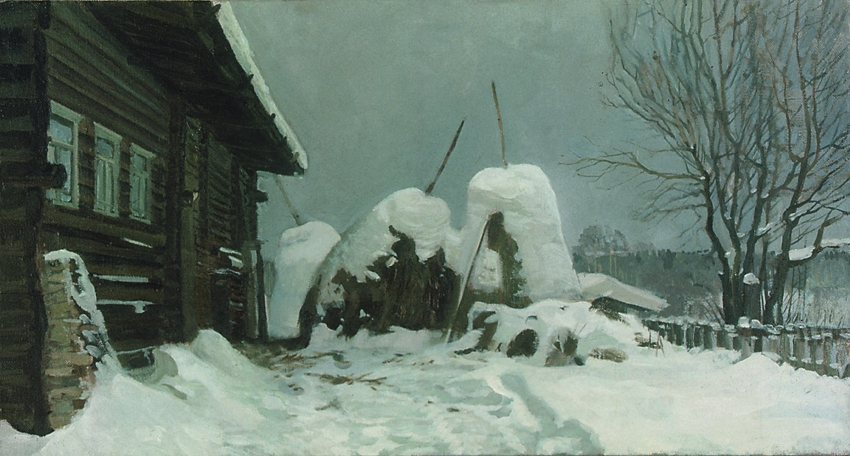
Nikolaï Anokhine, Le Dégel (1991)
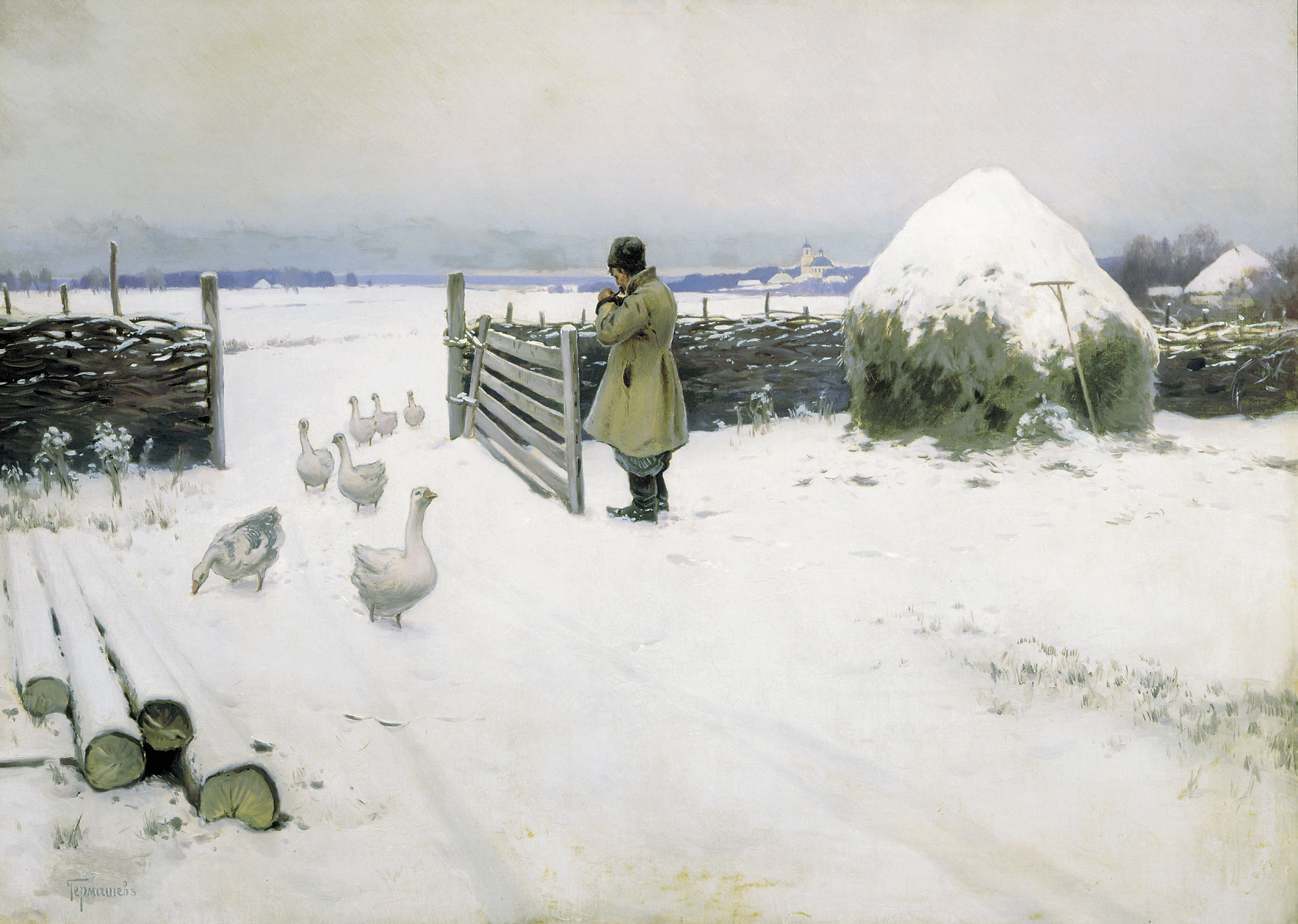
Michel Guermacheff, Hiver (1897)
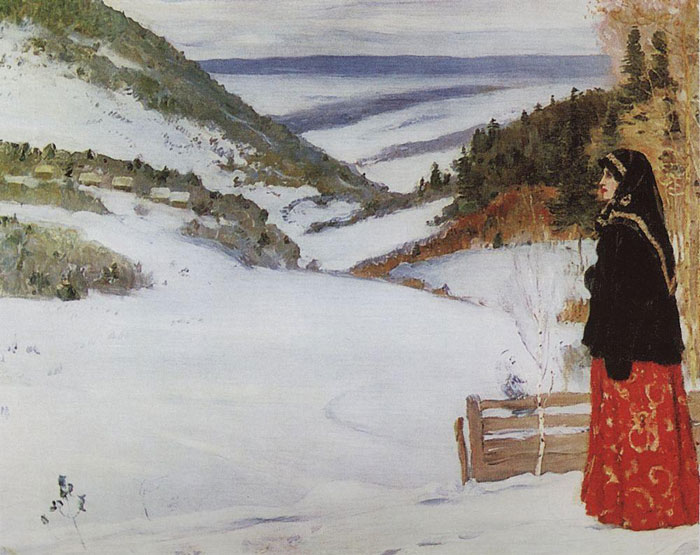
Mikhaïl Nesterov, Paysage d'hiver (1904)
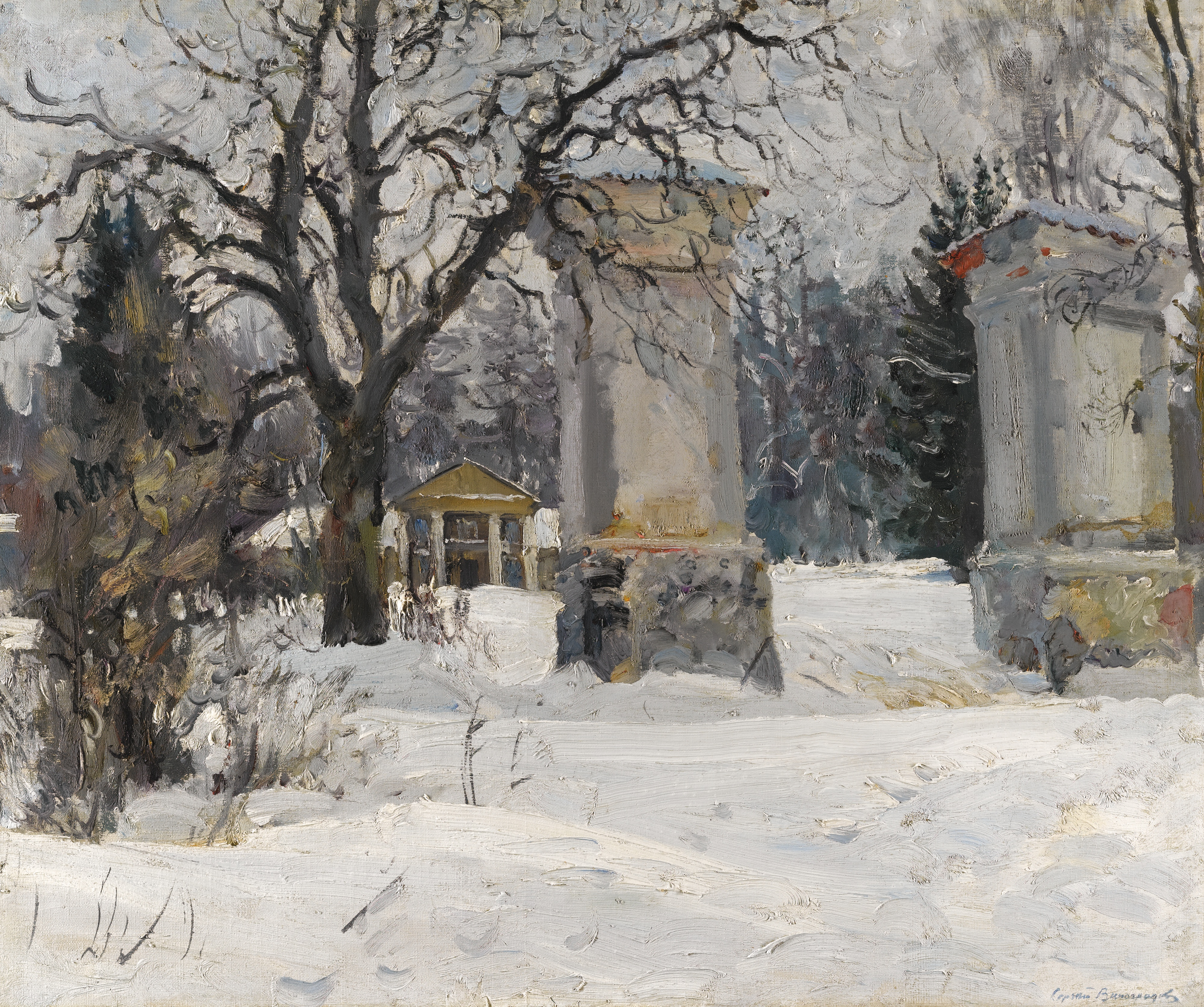
Sergueï Vinogradov, Entrée
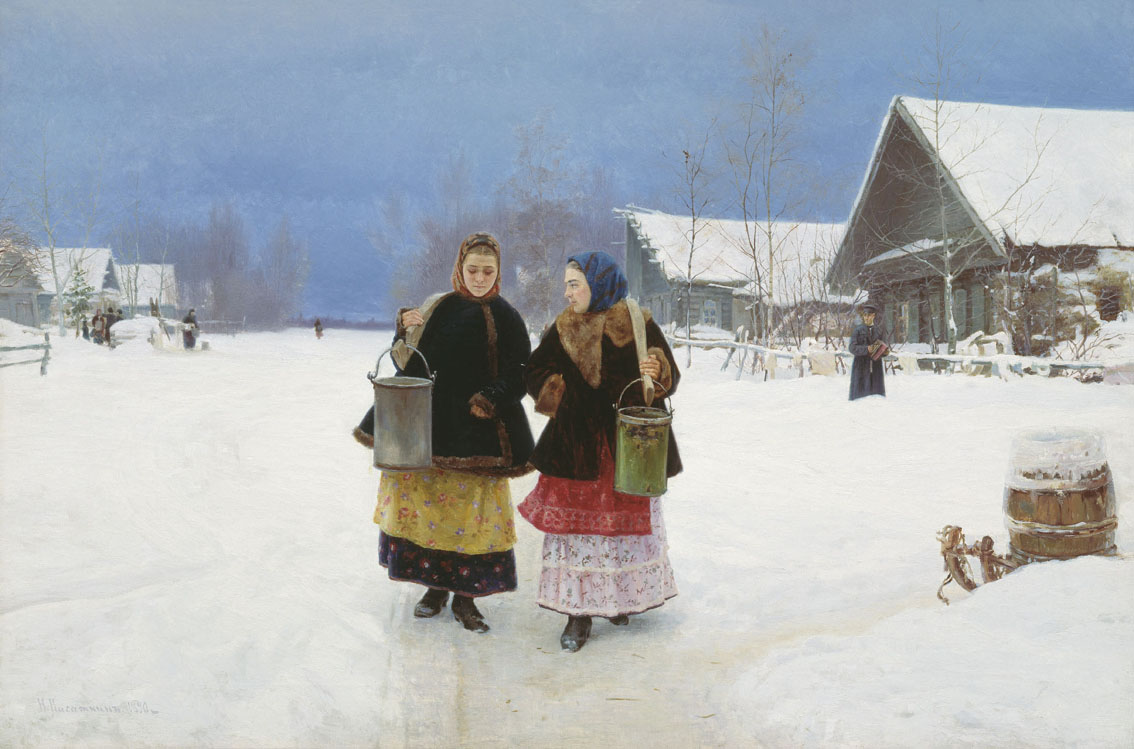
Nikolaï Kassatkine, Les rivales (1890)
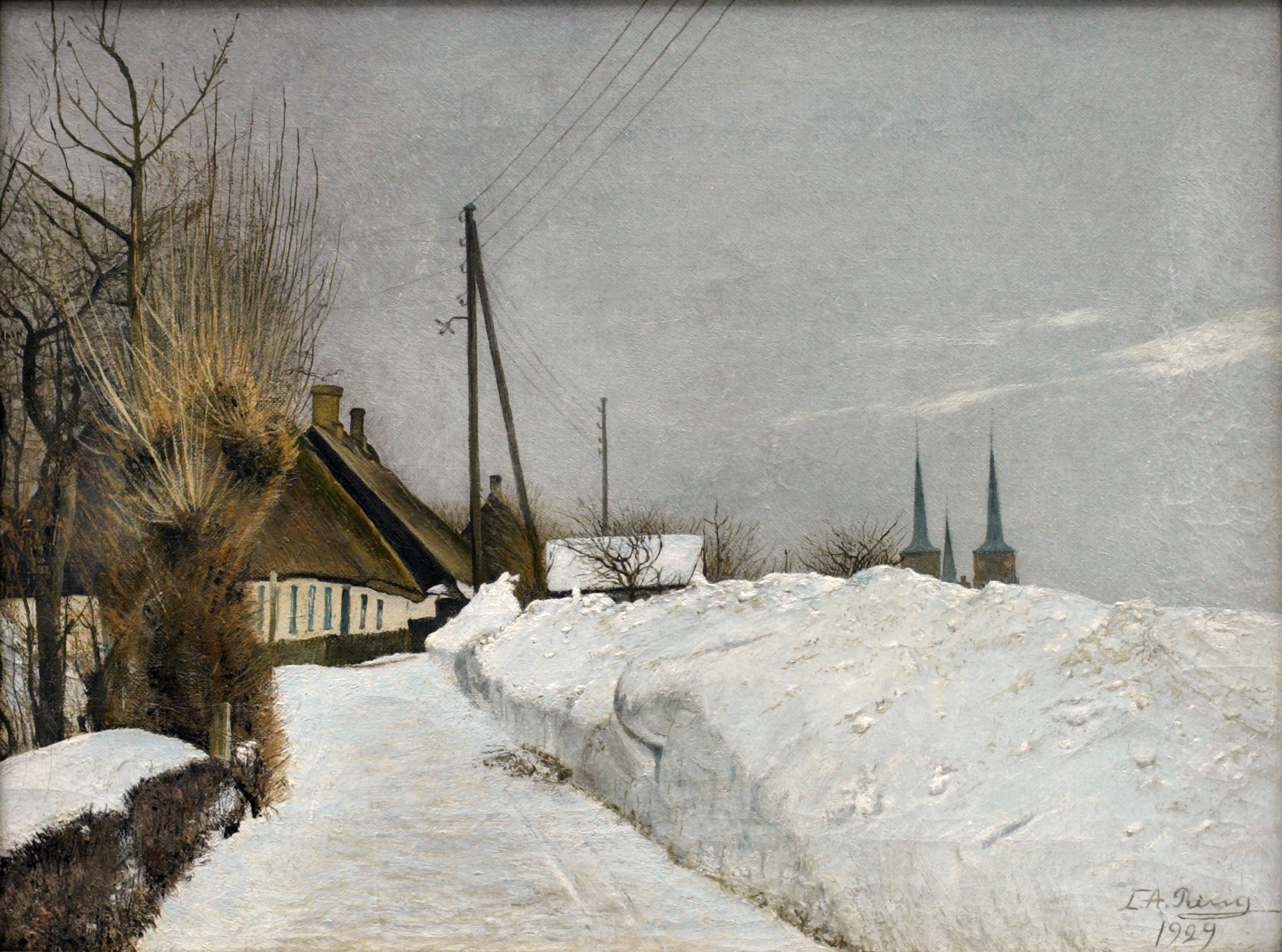
Laurits Andersen Ring, Jour d'hiver à Roskilde (1929)
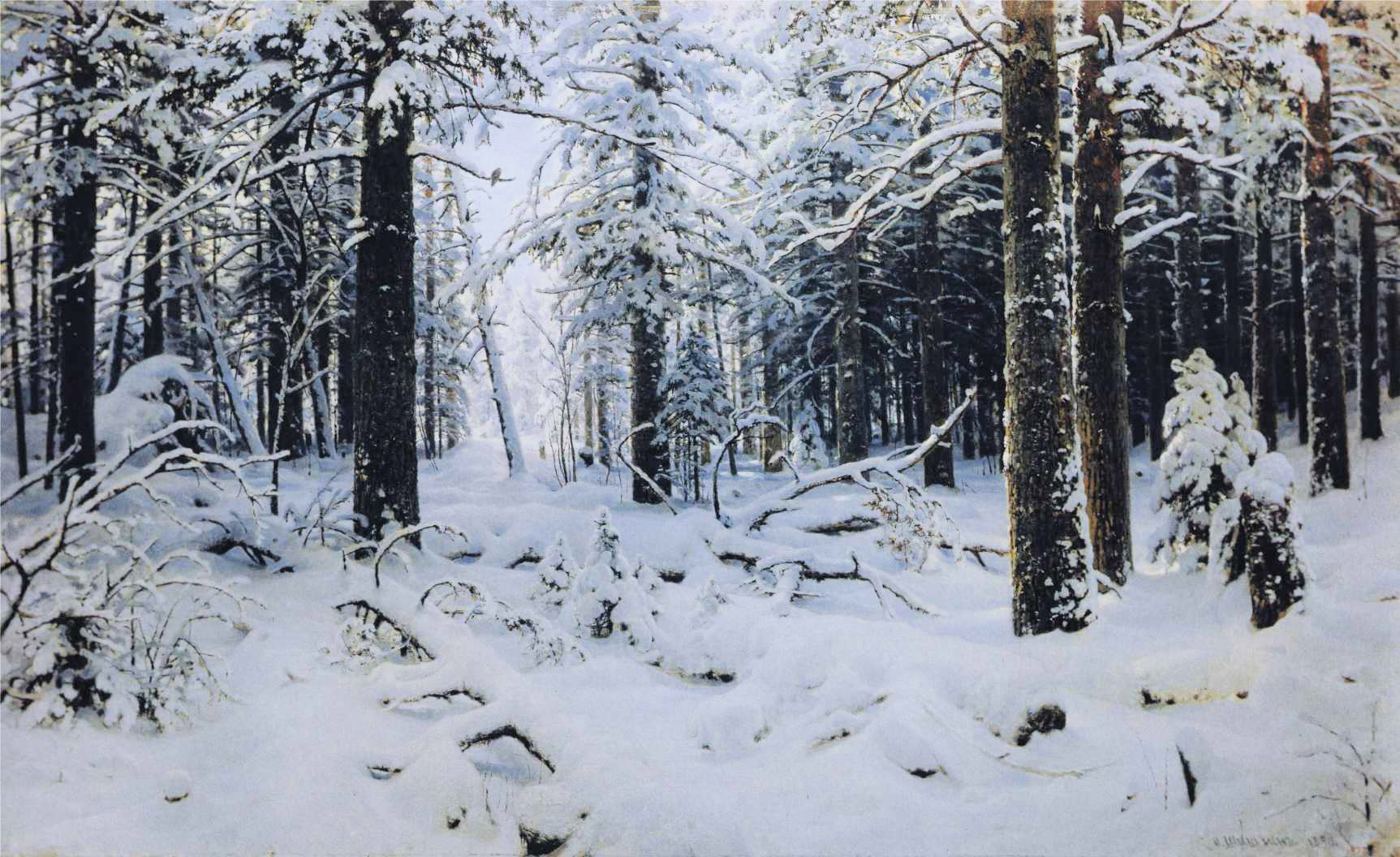
Ivan Chichkine,  Hiver, (1890)
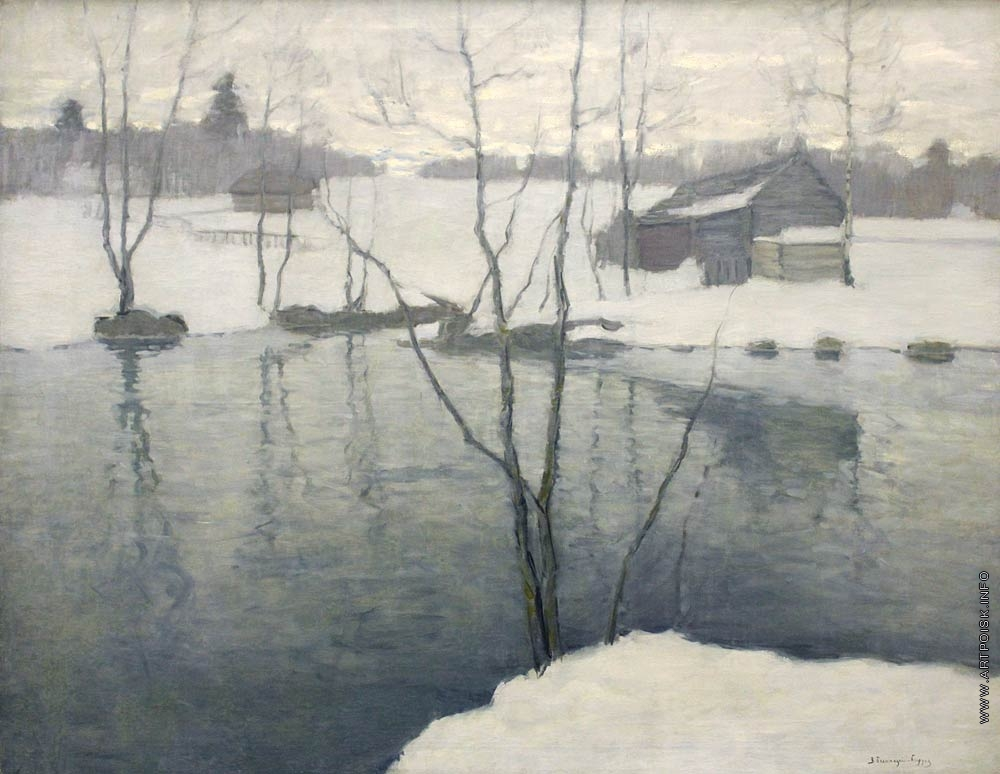
Vitold Bialynitski-Biroulia, Le printemps arrive (c. 1910)
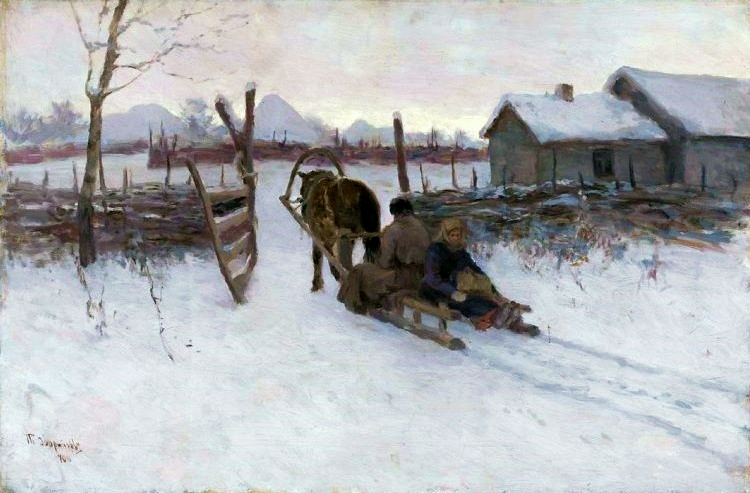
Tit Dvornikov (ru), Ferme et luge (1900)
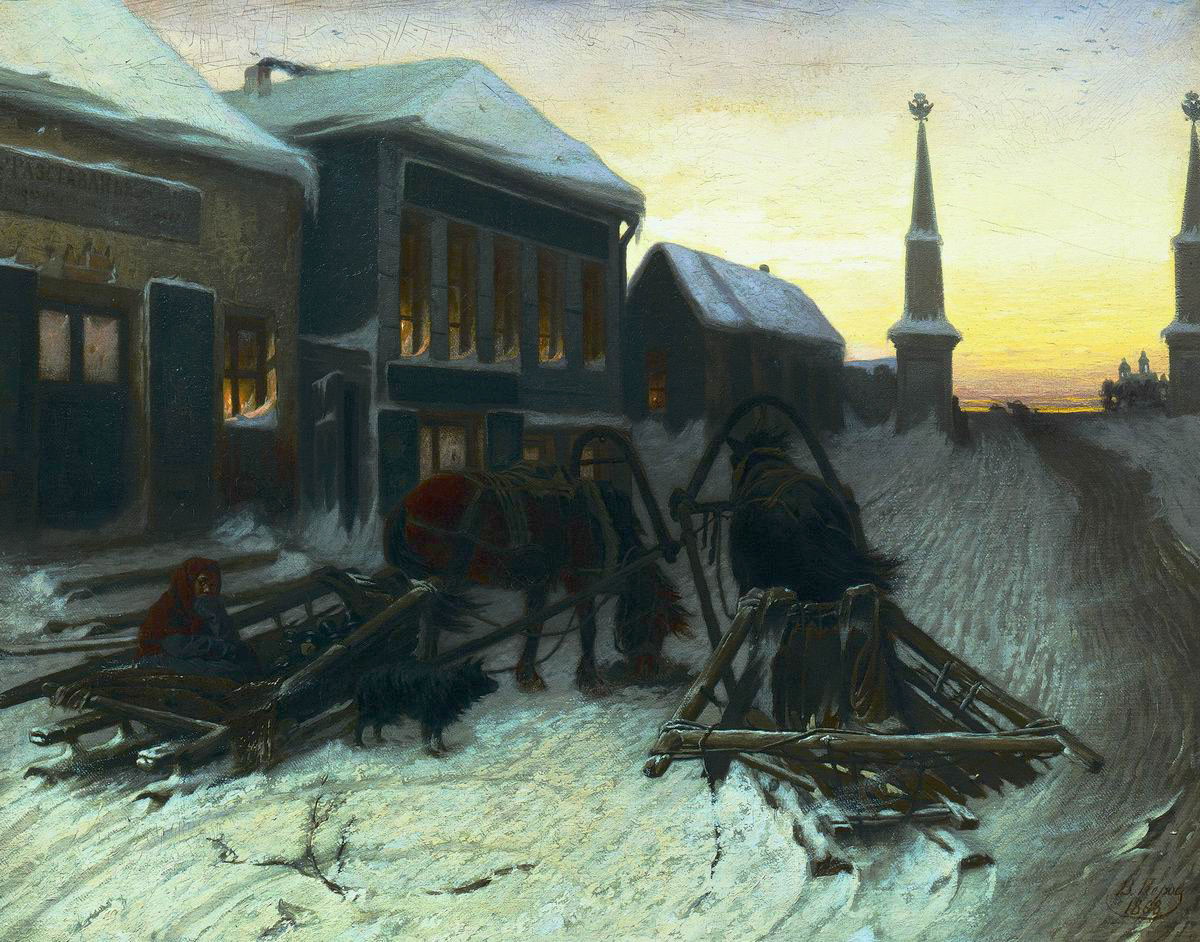
Vassili Perov, Dernière taverne à la porte de la ville (1868)
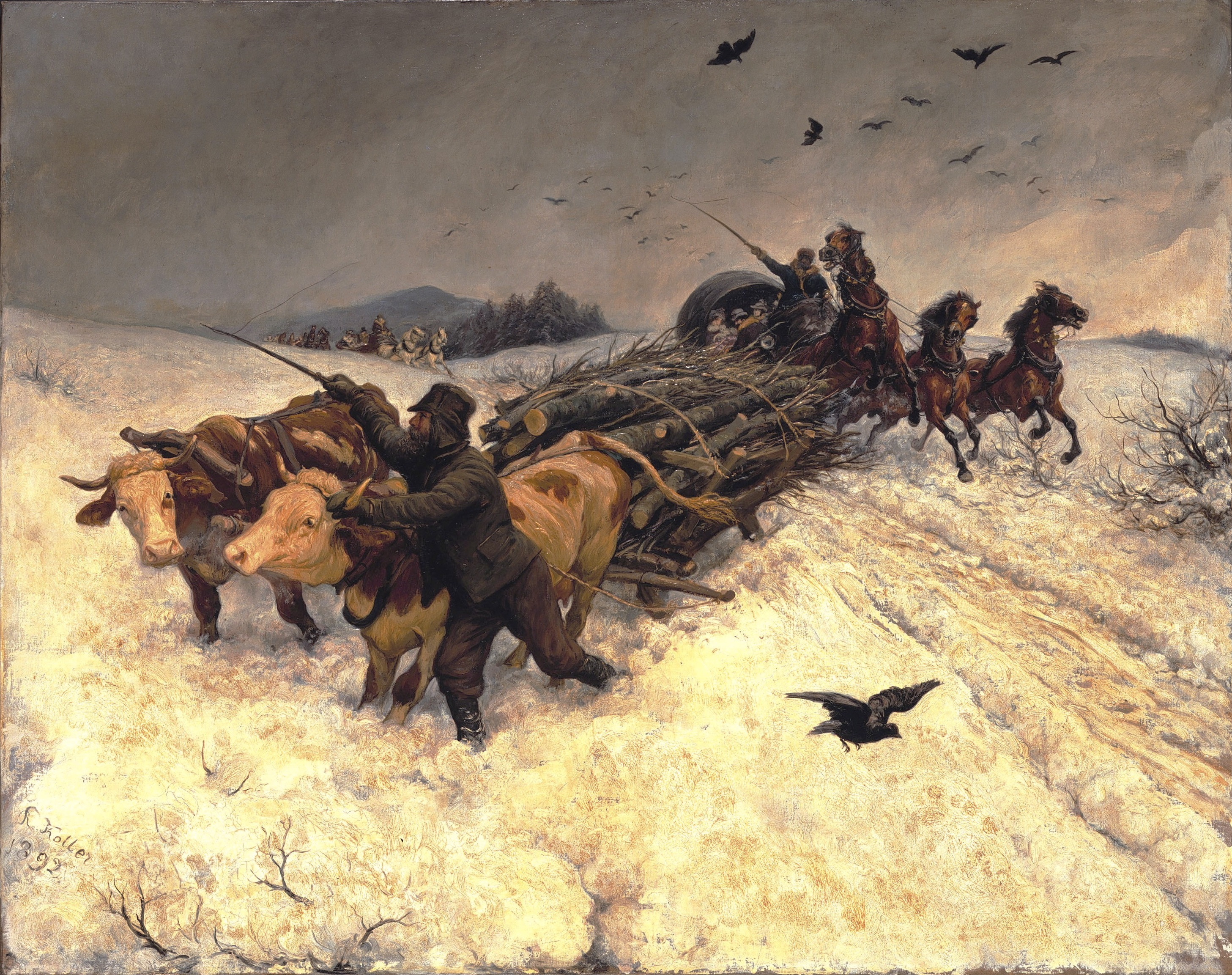
Rudolf Koller, Promenade en traineau (1892)
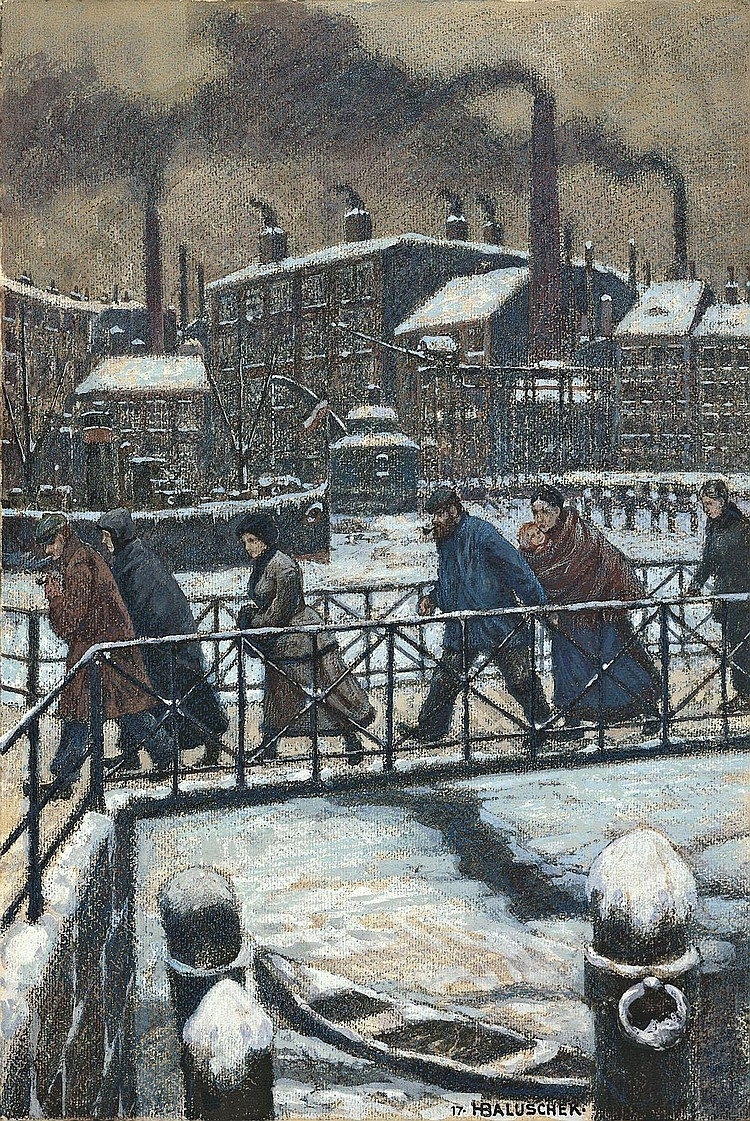
Hans Baluschek, Hiver (1917)
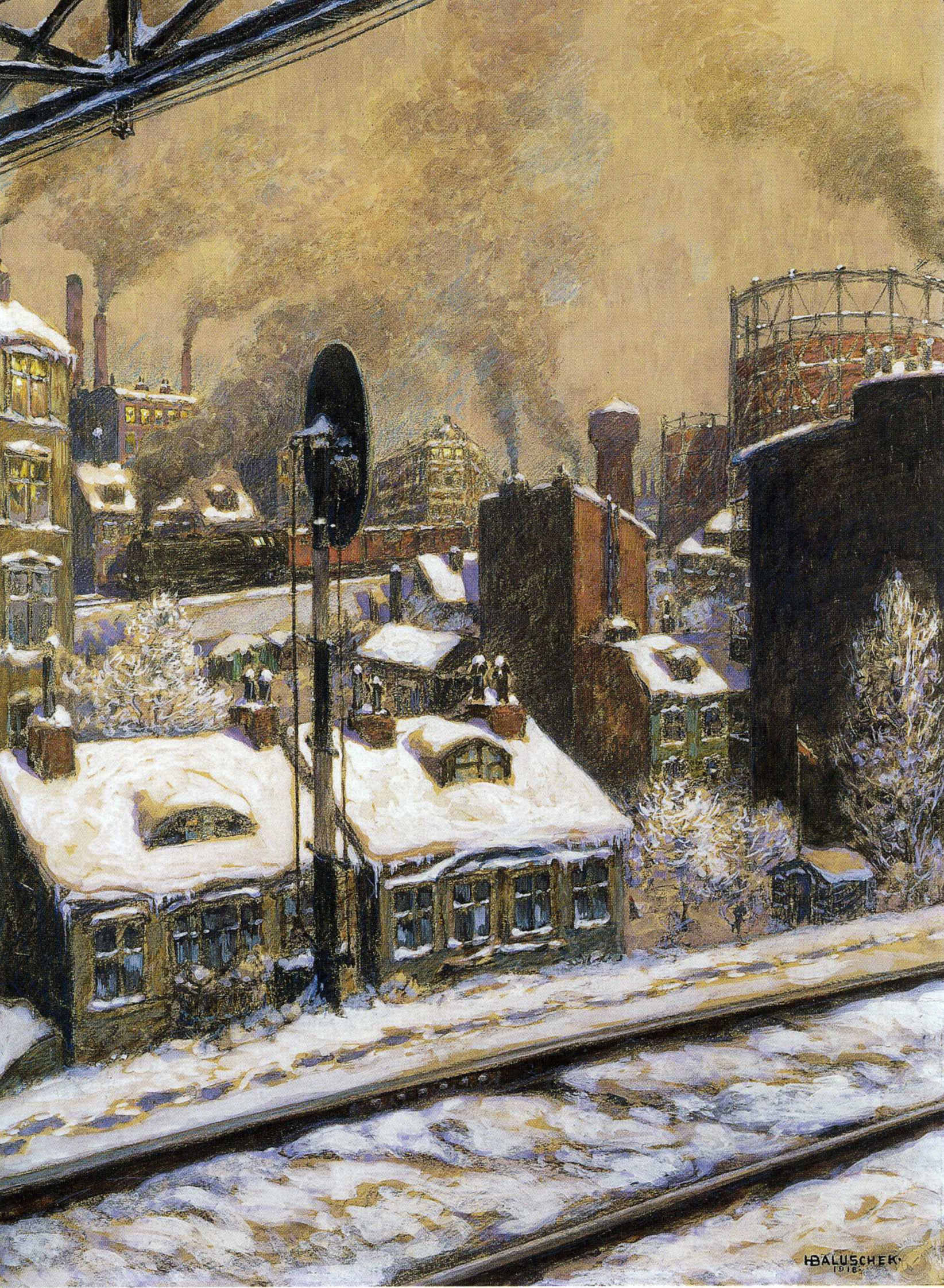
Hans Baluschek, Neige profonde (1918)
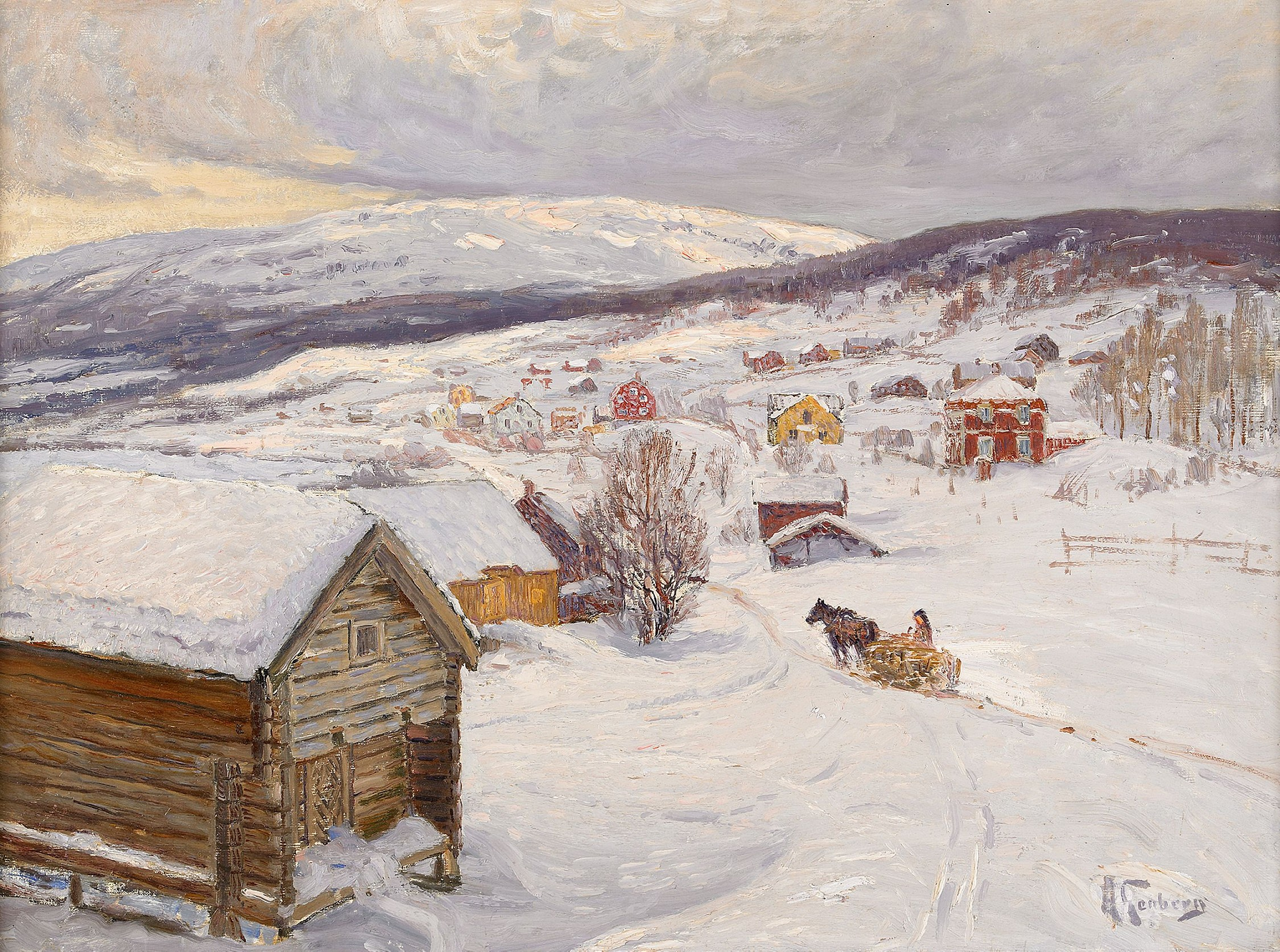
Anton Genberg (sv), Après-midi.
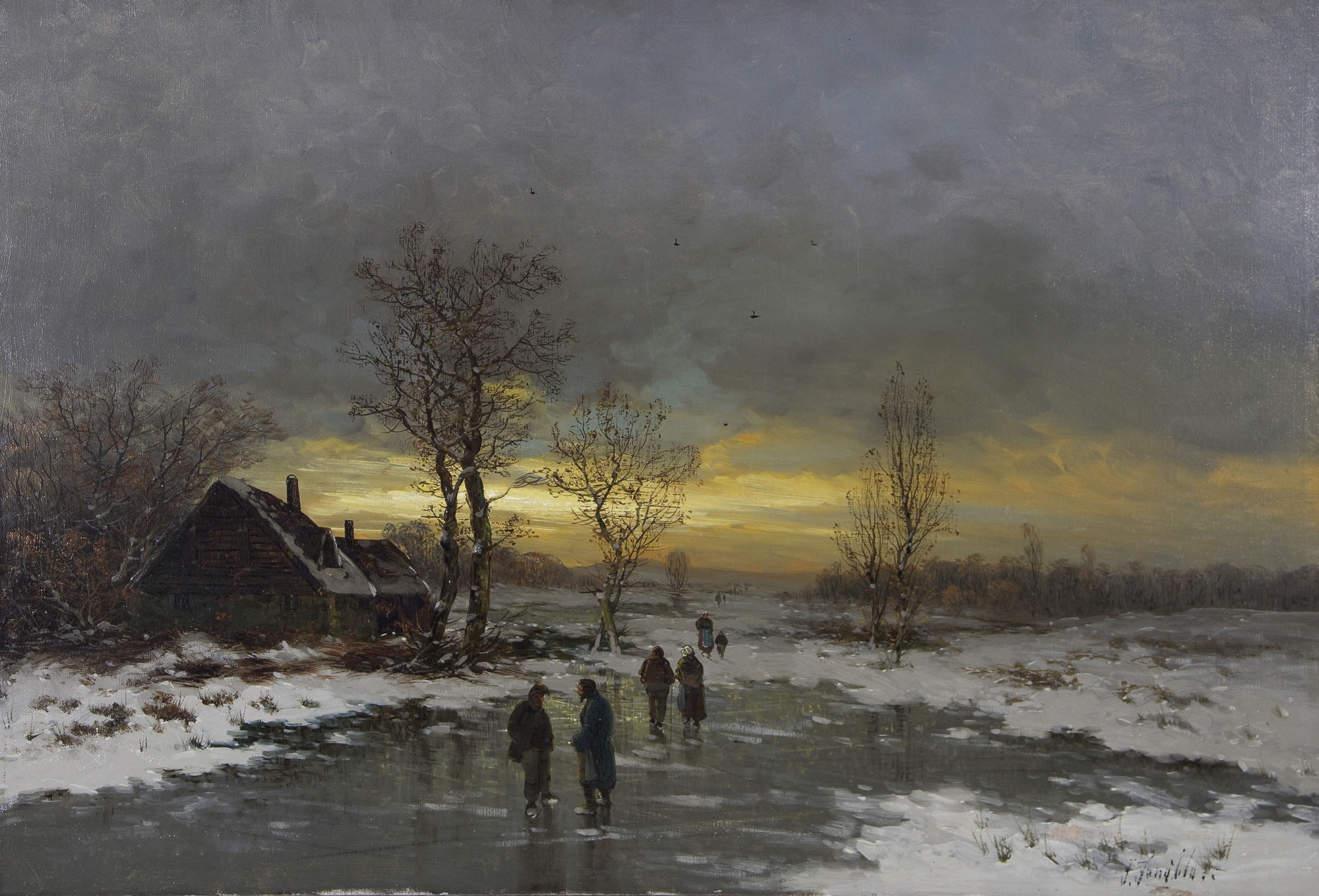
Johann Jungblut, Paysage d'hiver (1885)
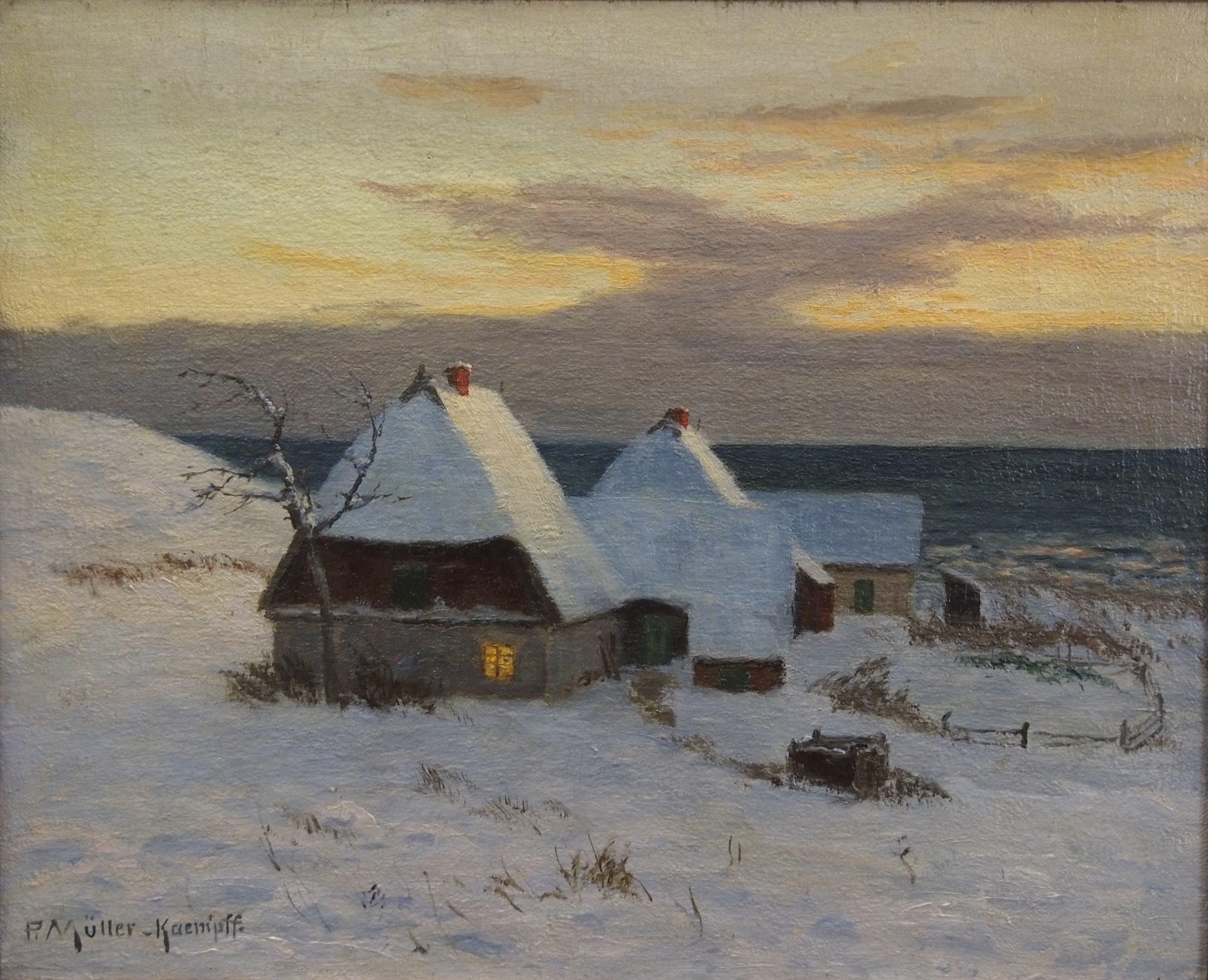
Paul Müller-Kaempff, Hiver, Darss Peninsula
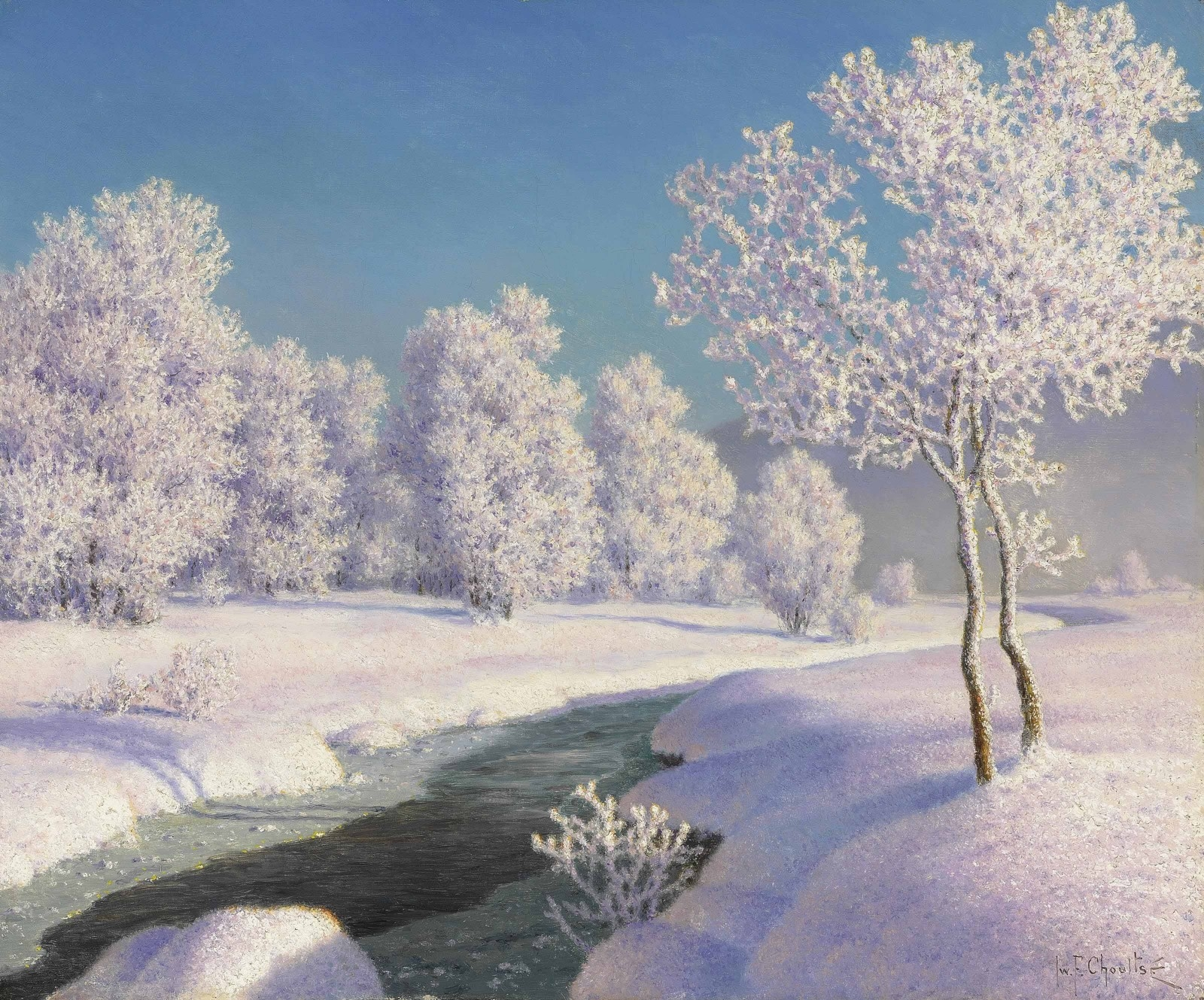
Ivan Choultsé, Matin d'Hiver
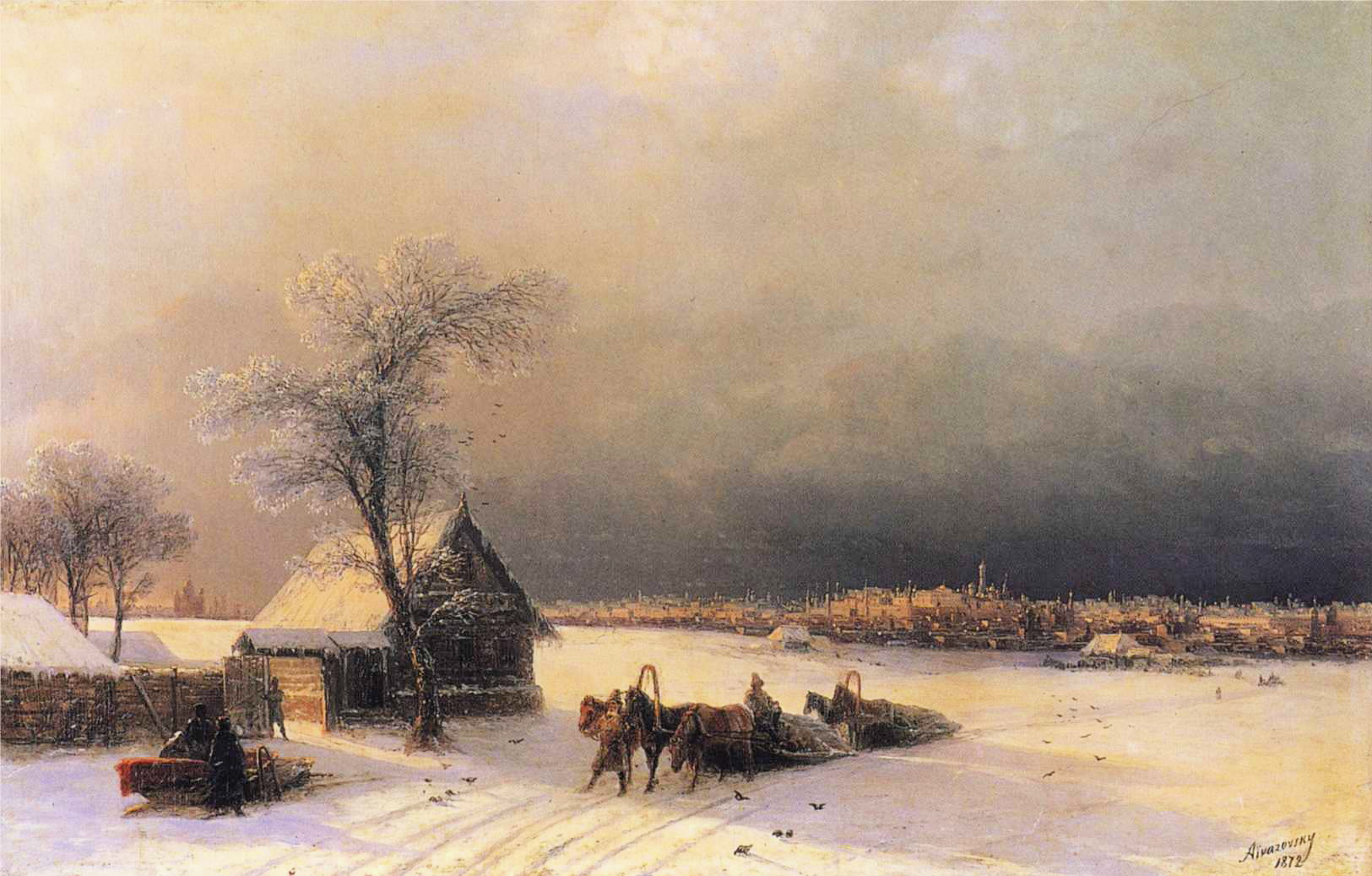
Ivan Aïvazovski, Moscou depuis le mont des moineaux
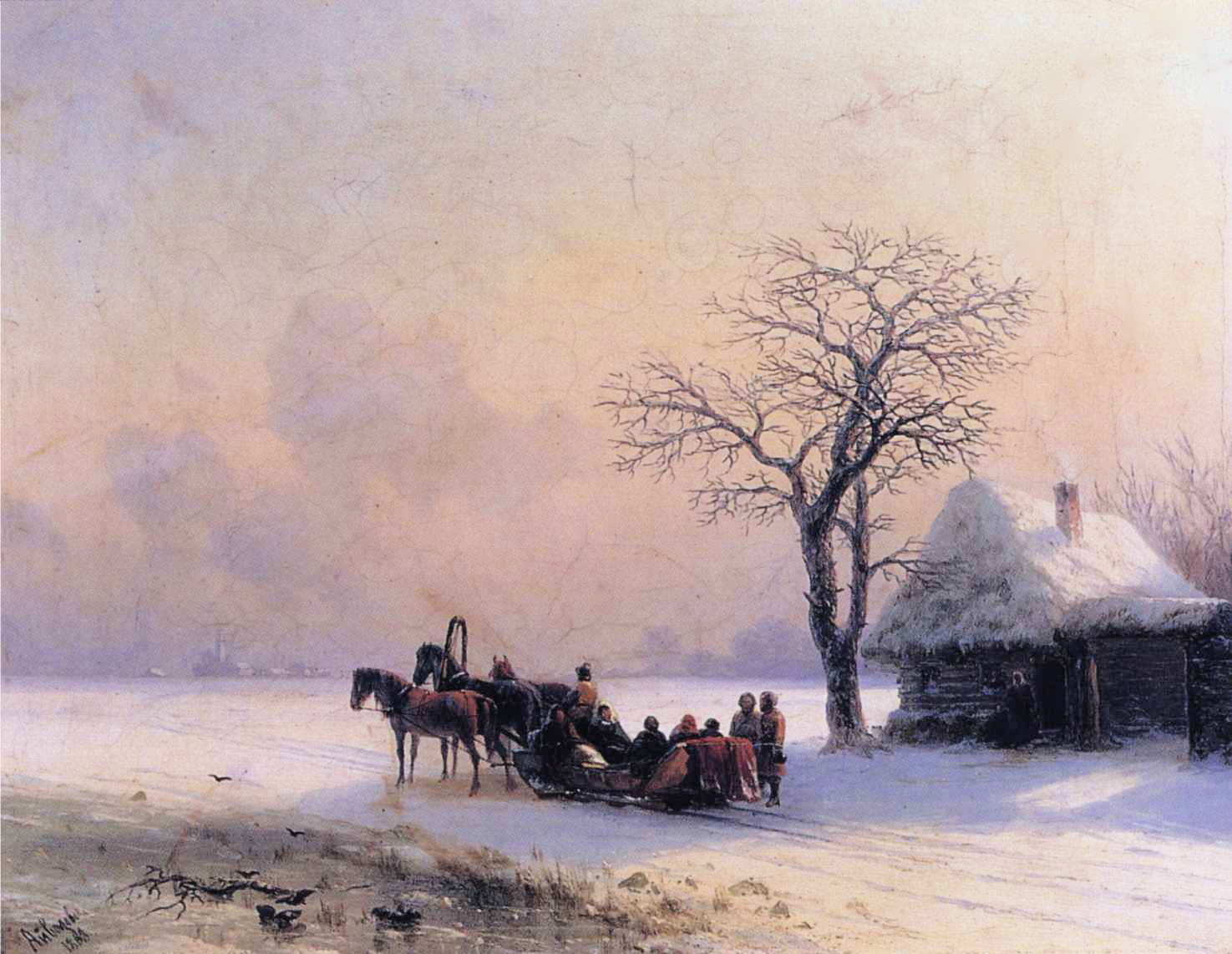
Ivan Aïvazovski, Petite Russie  (1868)
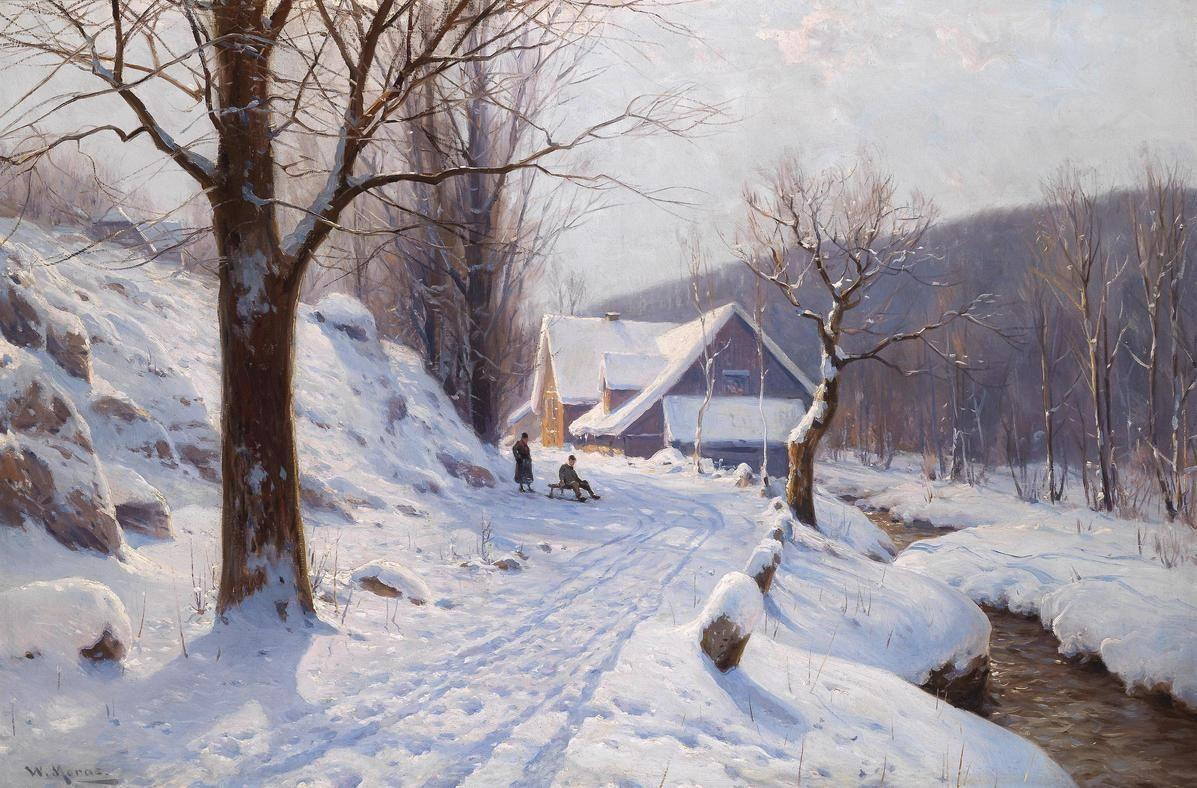
Walter Moras:  Luge un jour ensoleillé
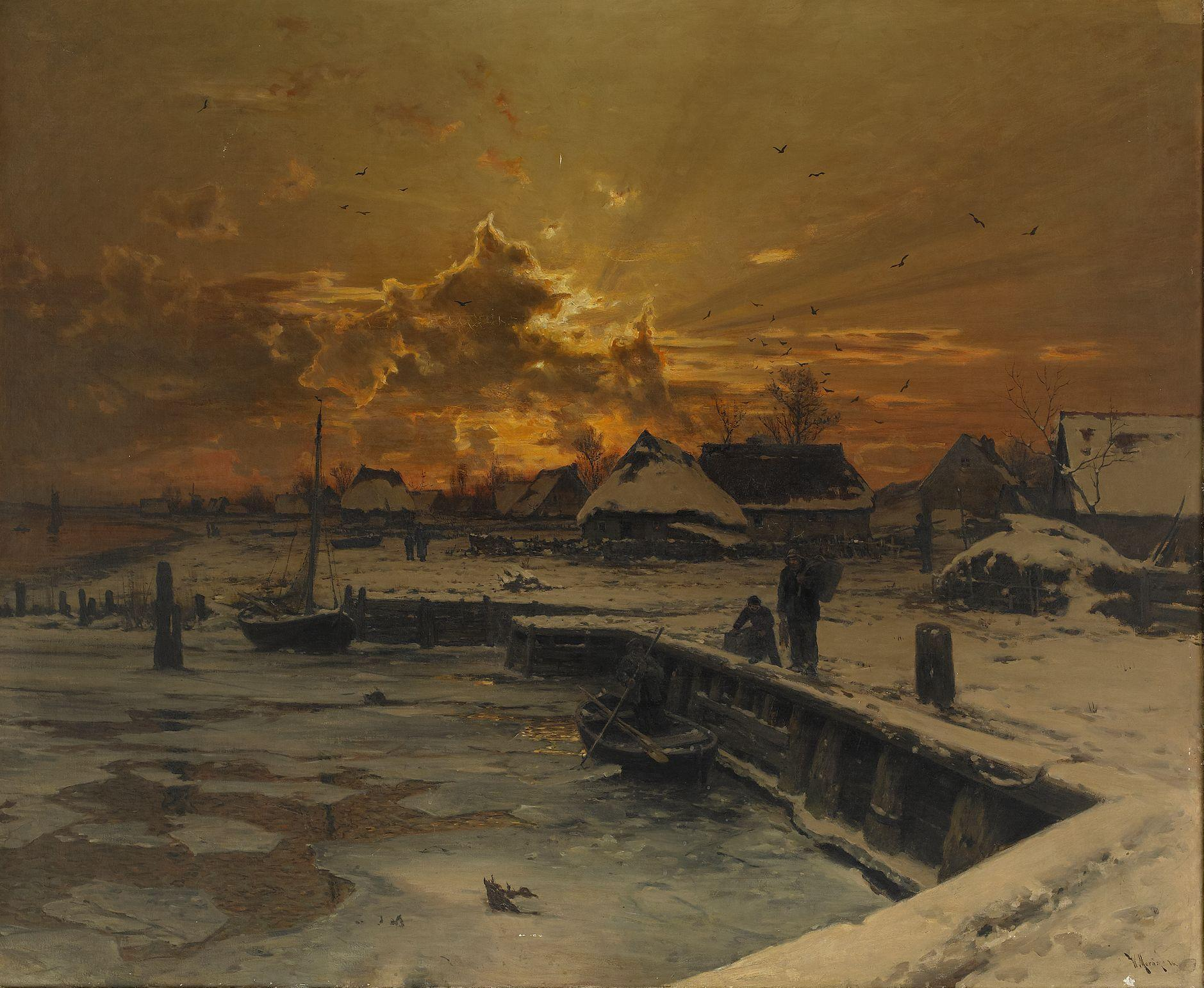
Walter Moras, Village de pêcheurs en hiver
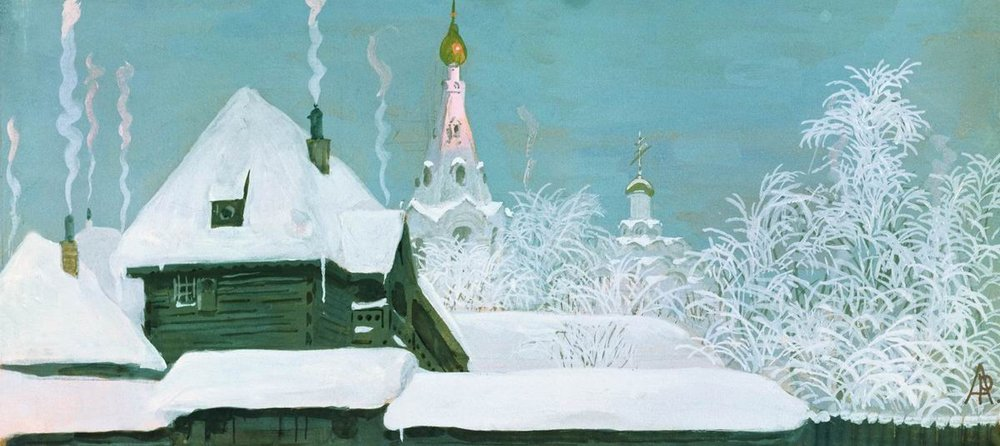
Andreï Riabouchkine, Matinée d'hiver (1903)
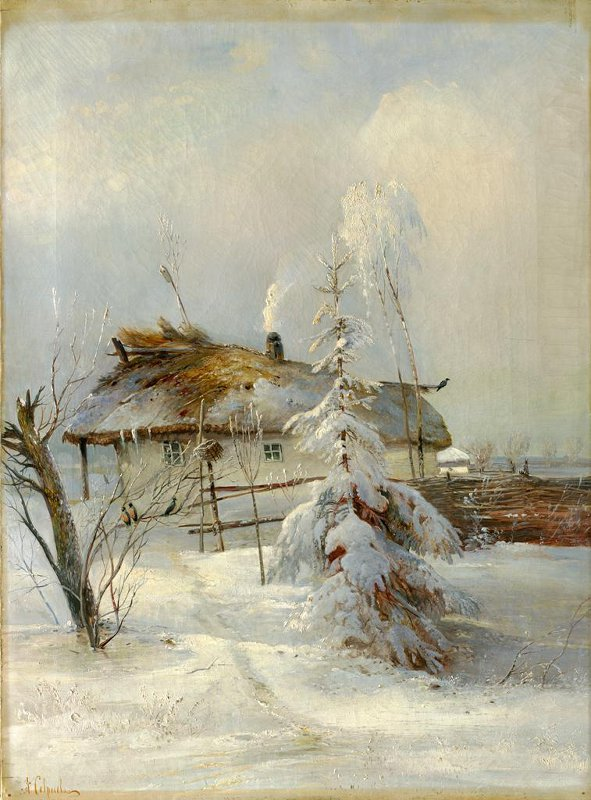
Alexeï Savrassov, Hiver (1873)
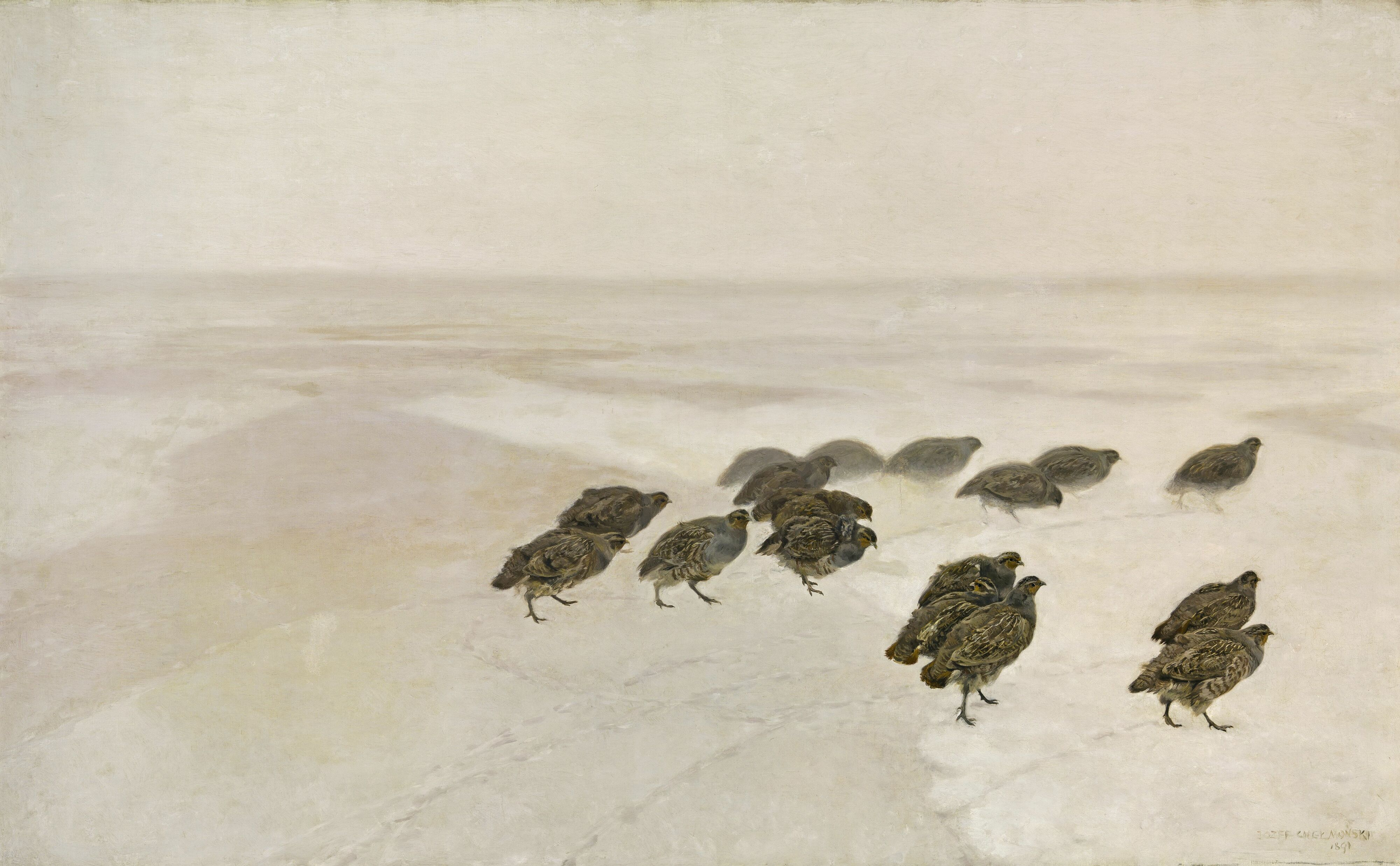
Józef Chełmoński, Perdrix dans la neige, 1891